# Németország
Németország (németül: Deutschland), vagy hivatalos nevén a Németországi Szövetségi Köztársaság (németül: Bundesrepublik Deutschland), egy független szövetségi állam Közép- és Nyugat-Európában. Területe az Alpoktól az Északi- és a Balti-tengerig terjed. Szárazföldi határait északon Dánia, keleten Lengyelország és Csehország, délen Ausztria és Svájc, nyugaton Franciaország és a Benelux államok jelentik.
357 022 km²-es területével Európa 7. legnagyobb országa. Államformáját tekintve egy föderációs parlamentáris köztársaság, amit Németország kancellárja irányít, aki jelenleg Friedrich Merz. A mintegy 84 milliós lakosú ország Európa 2. legnépesebb állama, valamint az Európai Unió tagállamai közül a legnépesebb. Közigazgatási szempontból 16 szövetségi tartományból szerveződik össze. Fővárosa, egyben legnépesebb városa Berlin, pénzügyi központja Frankfurt am Main, ahol az Európai Központi Bank székhelye is található. Legnagyobb összefüggő városrégiója a Ruhr-vidék. További nagyvárosai között van Hamburg, München, Köln, Stuttgart, Düsseldorf és Lipcse is.
Az ország területe már a klasszikus antikvitás korától különféle germán törzsek által lakott volt. A 10. századtól kezdve a német területek a Szent Német-római Birodalom központi részét képezték. A 16. században innen indult a protestáns reformáció a római katolikus egyházzal szemben. A Szent Római Birodalom 1806-os feloszlatását és a napóleoni háborúkat követően 1815-ben megalakult a Német Szövetség, ami végül 1871-ben Németország egyesítéséhez és a Német Császárság megalakulásához vezetett. Az első világháború és az 1918–19-es németországi forradalmat követően megalakult a Weimari köztársaság. Adolf Hitler és a náci rezsim 1933-as hatalomra jutását követően alakult meg a Harmadik Birodalom, ami végül a második világháború kirobbanásához és a holokauszthoz vezetett. A második világháború után Németország szövetséges megszállásának időszaka jött, melynek végeztével két új német nemzetállam született, a nyugati Németországi Szövetségi Köztársaság (NSZK) és a keleti Német Demokratikus Köztársaság (NDK). Előbbi, az NSZK alapítója volt az Európai Gazdasági Közösségnek, míg az NDK a keleti blokk és Varsói Szerződés állama volt. A kommunizmus bukását és a rendszerváltást követően 1990. október 3-án végül megtörtént az ország újraegyesítése.
Ma Németország egy globális pénzügyi nagyhatalom, a nominális GDP alapján Európa legnagyobb és a világ harmadik legnagyobb gazdaságával rendelkezik, míg vásárlóerő-paritás szerint a világ 5. legnagyobb gazdasága, emiatt közgazdászok az európai gazdaság motorjaként emlegetik. Információs és tudásalapú társadalommal rendelkezik, amelynek fejlődését az automatizálás, a digitalizálás és a diszruptív technológiák jellemzik. A munkanélkülisége az EU-ban az egyik legalacsonyabb (2023).  Egy 2024-es felmérésben globálisan a második helyen áll az életminőségben és az emberek elégedettsége alapján.
Mintegy 84 millió lakosságával (2022) az Európai Unió legnépesebb országa és egyik vezető állama. Számos ipari és technológiai szektor globális vezetőjeként egyidejűleg a világ 3. legnagyobb exportőre és importőre egyben. Látnivalói, befolyása és a kultúrája révén a világ egyik legkedveltebb idegenforgalmi célpontja: 2024-ben a 9-ik leglátogatottabb ország volt a földön 35 millió turistával.
Része a schengeni övezetnek és az eurózónának, továbbá az ENSZ, a NATO, a G7 és az OECD tagja is.

## Földrajz

### Domborzat

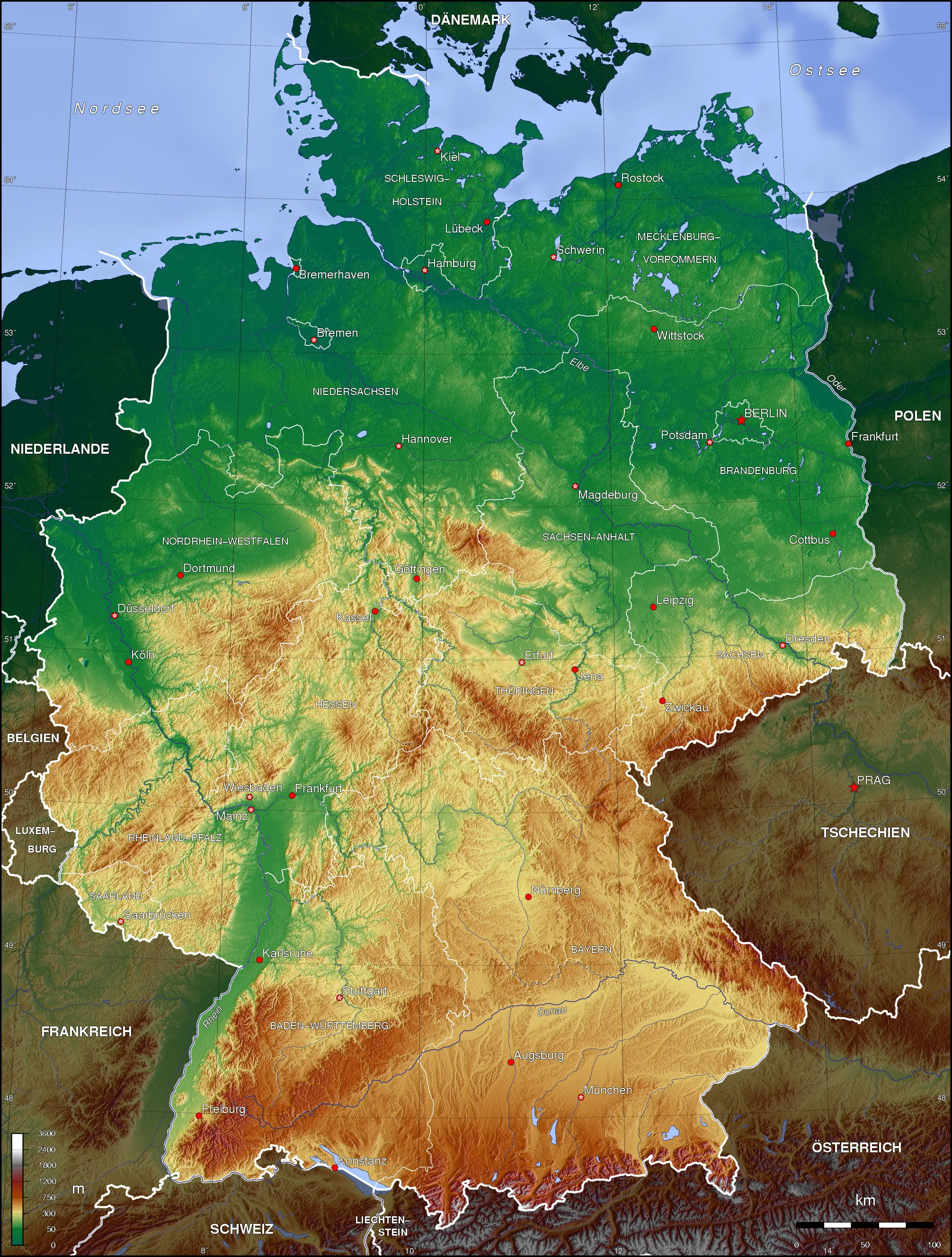
Németország domborzati térképe

Németország a déli határánál fekvő Bajor-Alpok hegylánctól (legmagasabb pont: Zugspitze, 2963 m) az északi határt képező Északi-tengerig és Balti-tengerig terjed. E határok között Közép-Németország erdőkkel borított felföldjei és az észak-német mélyföld (legalacsonyabb pont: Neuendorf/Wilstermarsch, ‒3,54 m) terülnek el.
Németország három nagy földrajzi tájegysége az Északnémet-alföld, a Német-középhegység és az Alpok az Előalpokkal.
- Északnémet-alföld vagy Germán-alföld: felszíne morénavonulatokkal tagolt. Határa a Német-középhegység láncolata. Az egykori jegesedés nyomán maradtak meg a Mecklenburgi-tóhátság tavai és a morénadombok. Az északi morénavidékhez az ősfolyamvölgyek területe kapcsolódik, ezektől dél felé a táj egyre emelkedik, itt már a Fläming és az Alsó-Lausitzi-dombvidék foglal helyet.
- Német-középhegység: a hegyvidék átlagos magassága 1000–1400 m között mozog. Két északi tagja a Harz hegység illetve a Türingiai-erdő (Thüringer Wald), köztük pedig a Türingiai-medence (das Thüringer Becken) helyezkedik el. A legmagasabb pontját ez a rendszer a Brockennel éri el, ami 1141 méteres tengerszint feletti magasságot jelent. Délen, délnyugaton magasodik másik két vonulata, az Érchegység (Erzgebirge) és a Fichtel (Fichtelgebirge). Az Elbától keletre a Lausitzi-fennsík hátságai terülnek el. További részei: a Rajnai-palahegység, a Hesseni-hegyvidék (das Hessische Bergland), a Fekete-erdő (Schwarzwald), a Sváb-Alp, a Frank-Alb (Fränkische Alb), a Bajor-erdő (Bayerischer Wald) és a Cseh-erdő. A középhegység központi részén a Rajna-Majna-Neckar-völgye terül el. A Sváb-Bajor-medence: a Duna völgyétől dél felé az Alpok lábáig tartó sík vidék, háromszög alakú. Felszínét kavicstakaró borítja, a folyók felszabdalták területét. Déli részén tóvidék található.
- Alpok és Előalpok (Alpenvorland): az Északi-Mészkőalpok (Nördliche Kalkalpen) láncai alkotják Németország déli határszakaszát. Vonulatai: a Bajor-Alpok, azon belül az Allgäui-Alpok, a Wetterstein-hegység és a Berchtesgadeni-Alpok. Legmagasabb pontja a Zugspitze (2963 m) és a Watzmann (2713 m).

### Vízrajz
Németország hat legjelentősebb (közvetlenül valamelyik tengerbe ömlő) folyója teljes hosszúságuk sorrendjében a Duna, a Rajna, az Elba, az Odera, a Weser és az Ems (németországi szakaszaik hossza szerinti sorrendben a Rajna, a Weser, az Elba, a Duna az Ems és az Odera). Közülük csak a Weser (744 km) és az Ems (371 km) folyik teljes hosszában Németország területén. További 21 olyan folyó található Németországban, amelyek teljes hossza meghaladja a 200 km-t (németországi szakaszuk esetenként rövidebb). Ezek közül a Duna vízgyűjtő területéhez tartozik (ugyancsak hosszuk szerinti sorrendben) az Inn, az Isar, a Lech és az Altmühl; a Rajnáéhoz a Mosel, a Majna, a Neckar, a Lippe, a Lahn, a Ruhr és a Jagst; az Elbáéhoz a Saale, a Spree, a Havel, az Eger, a Weiße Elster (Fehér-Elster) és az Elde; végül közvetlenül vagy közvetve a Weserbe ömlik a Werra, a Leine, az Aller és a Fulda. Az Odera és az Ems vízgyűjtő területének németországi részén nem található 200 km-nél hosszabb folyó. Közepes vízhozamuk sorrendjében a legjelentősebb folyók a Rajna, a Duna, az Inn, az Elba és az Odera. Németország legnagyobb városai közül Berlin a Spree, Hamburg az Elba, München az Isar, Köln pedig a Rajna partján fekszik.
Németország legnagyobb tavai a Boden-tó (536 km², ebből 306 km² tartozik Németország Baden-Württemberg tartományához, 171 km² Svájchoz és 59 km² Ausztriához), a Müritz (Mecklenburg-Elő-Pomeránia, 117 km²), a Chiemsee (Bajorország, 80 km²), a Schwerini-tó (Schweriner See) (Mecklenburg-Elő-Pomeránia, 61,5 km²) és a Starnbergi-tó (Starnberger See) (Bajorország, 56 km²). További négy tó felszíne haladja meg a 30 km²-t. A természetes tavakon kívül számos mesterséges tó található a völgyzárógátakkal felduzzasztott különböző folyókon. A legmagasabb völgyzárógát a 106 méter magas Rappbode-gát a Bode folyón, Szász-Anhalt tartományban. A leghosszabb völgyzárógát 12,5 km hosszú és Bajorországban az Altmühl folyót zárja el, létrehozva (és szinte teljesen körülölelve) az Altmühlseet.
Németország vízesései közül tíznek a magassága haladja meg a 150 métert, közülük kilenc az Alpokban található. Legnagyobb a 470 m magas Röthbachi-vízesés Berchtesgaden környékén. A legmagasabb vízesés az Alpokon kívül a 163 méter magas Tribergi-vízesés a Fekete-erdőben.
Németországban számos mesterséges csatorna található. A legjelentősebbek közé tartozik az Északi-tengert a Balti-tengerrel összekötő, 98,6 km hosszú Kieli-csatorna és a 171 km hosszú Rajna–Majna–Duna-csatorna, amely a Rajnán, illetve a Dunán keresztül 3483 km hosszú, közvetlen vízi összeköttetést teremt az Északi-tenger és a Fekete-tenger között.

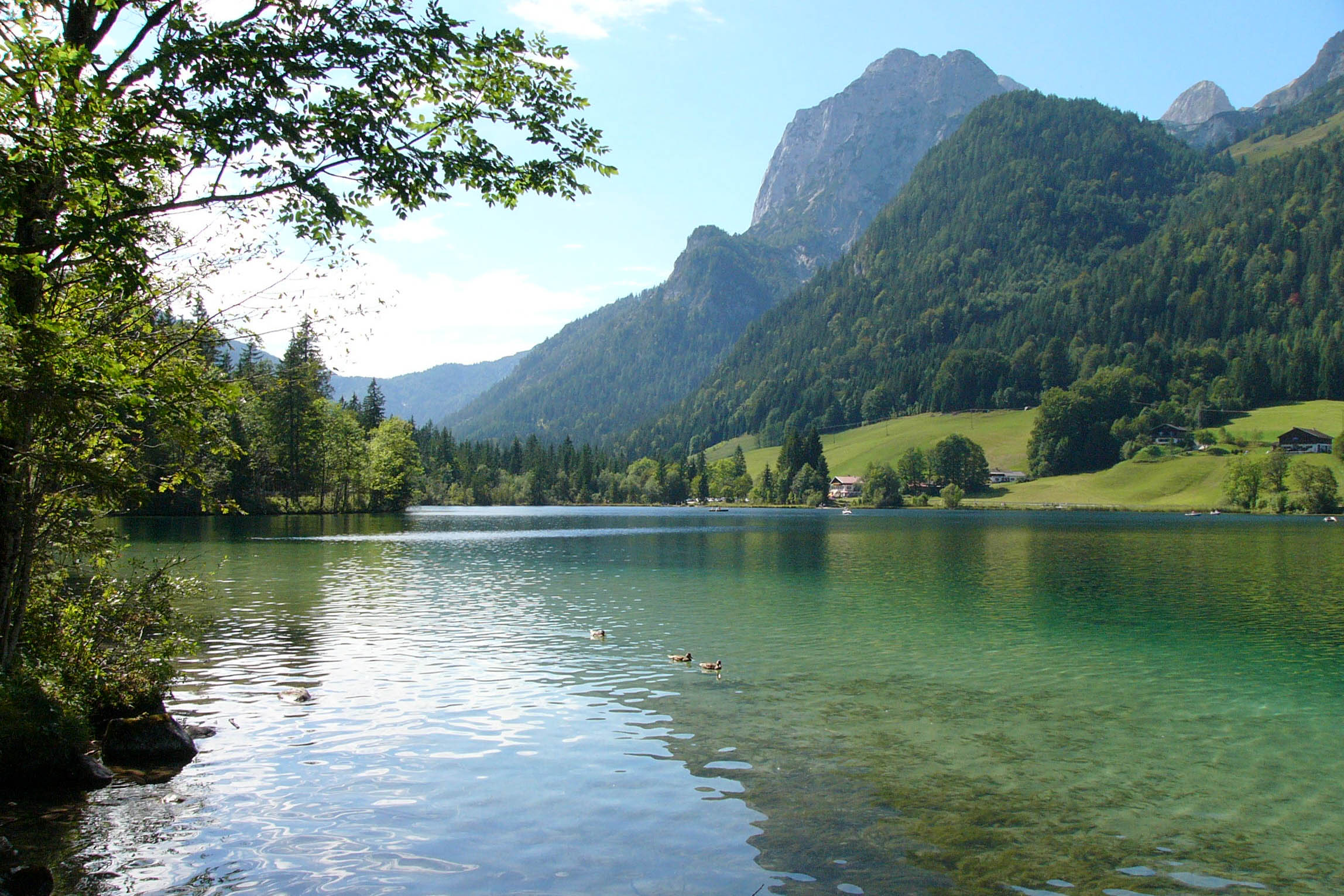
Az Alpok Dél-Bajorországban
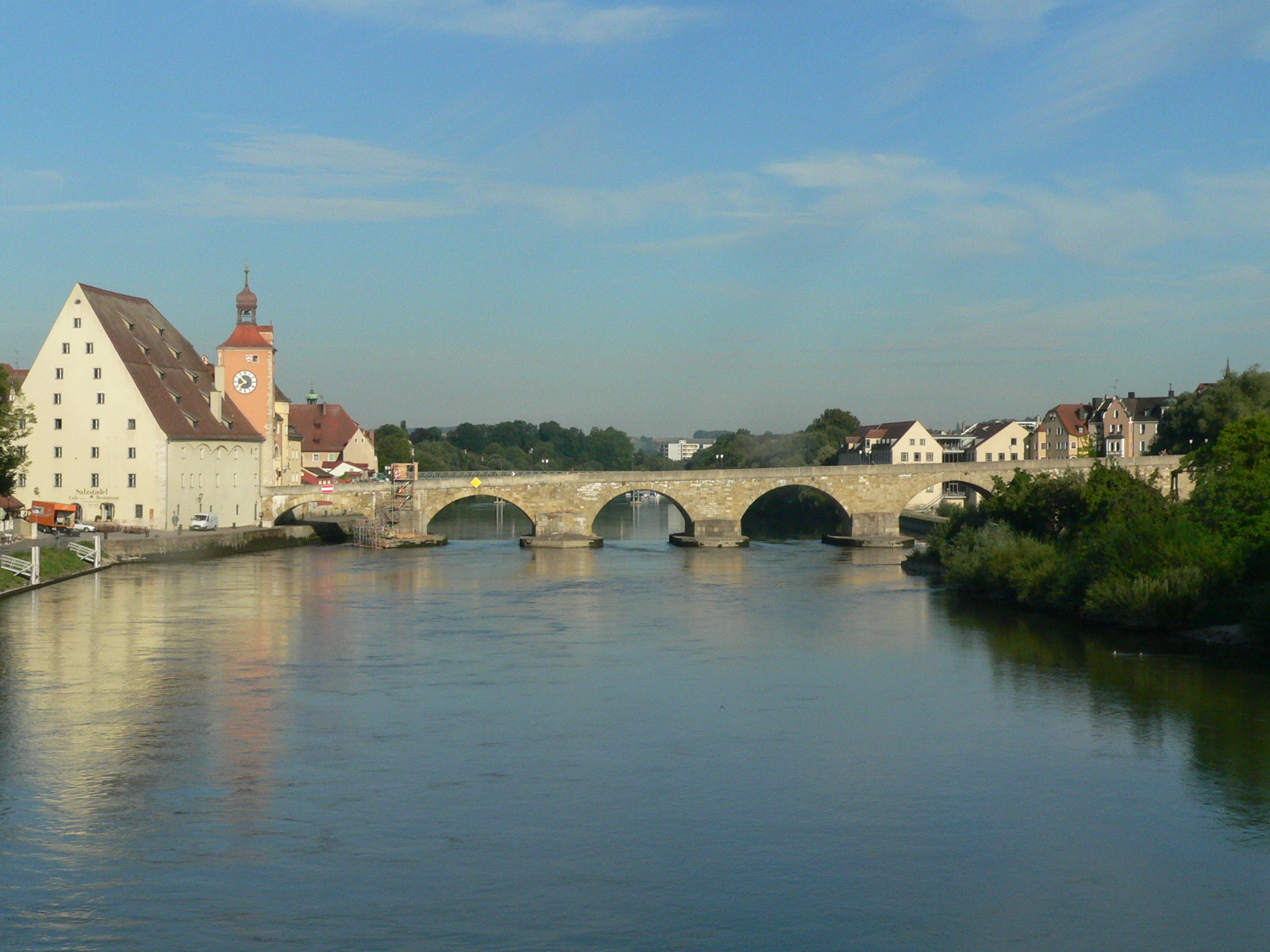
A Duna főága Regensburgnál a Kőhíddal
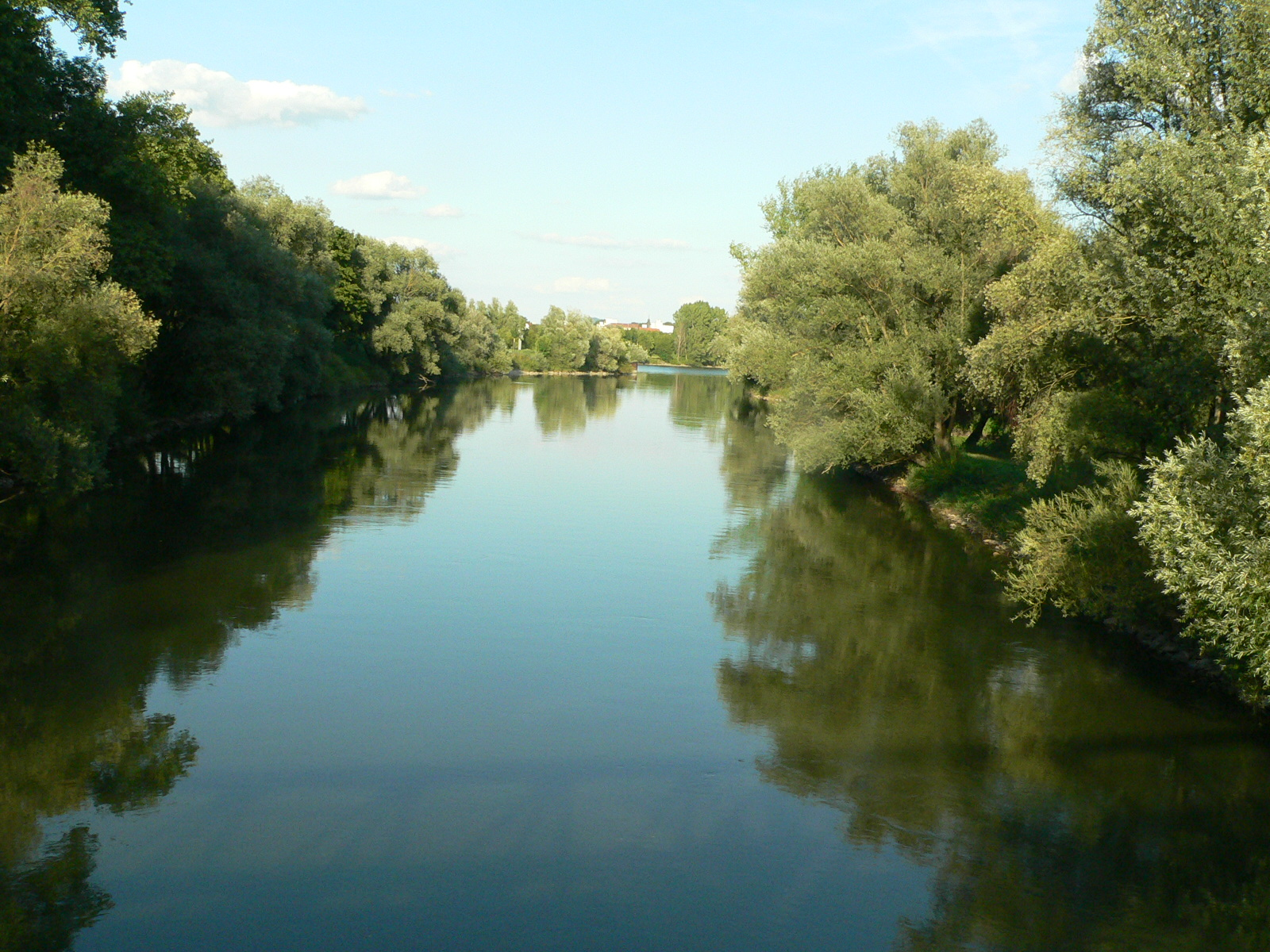
A Duna egyik mellékága Regensburgnál
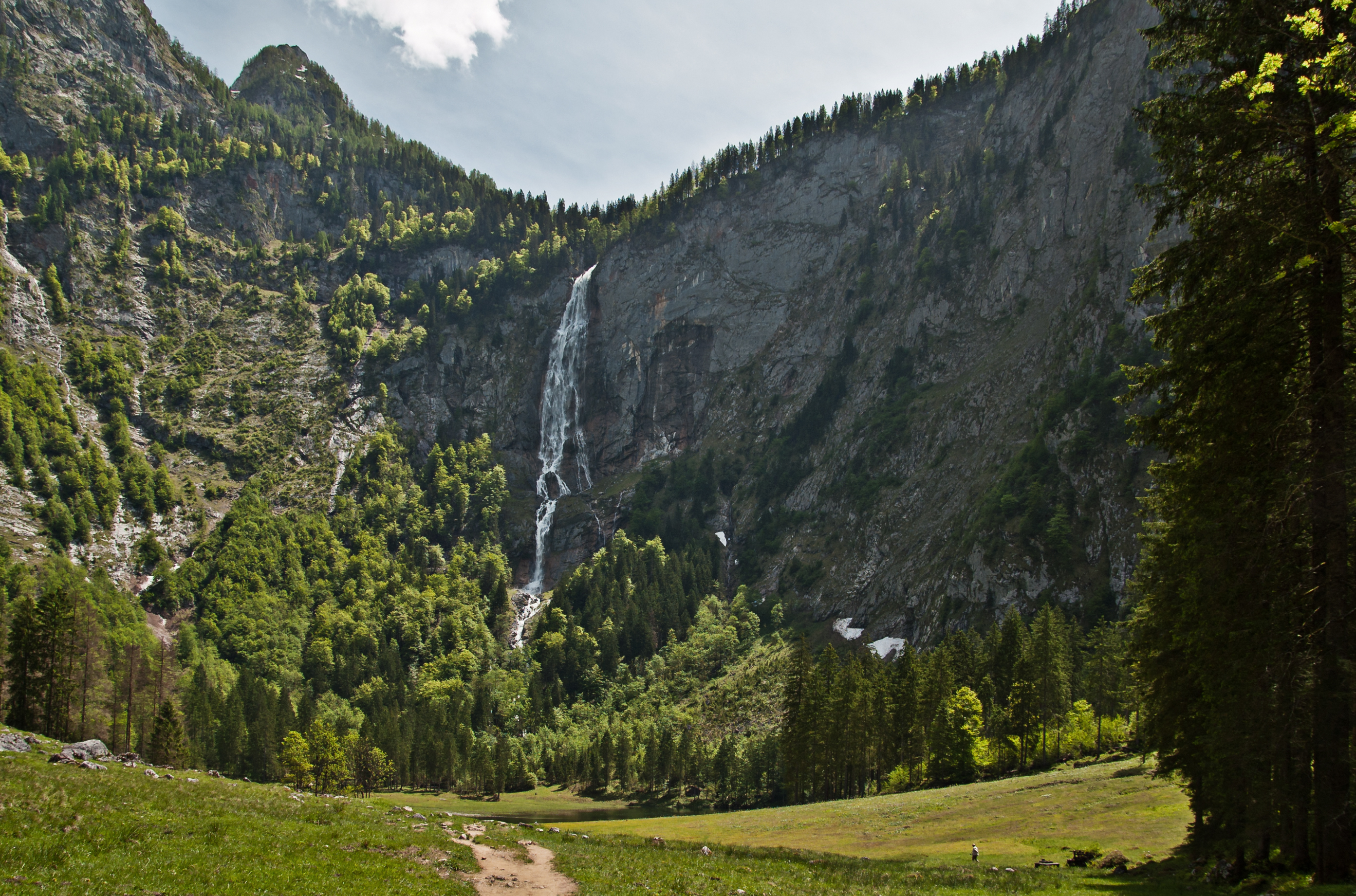
Röthbachi-vízesés
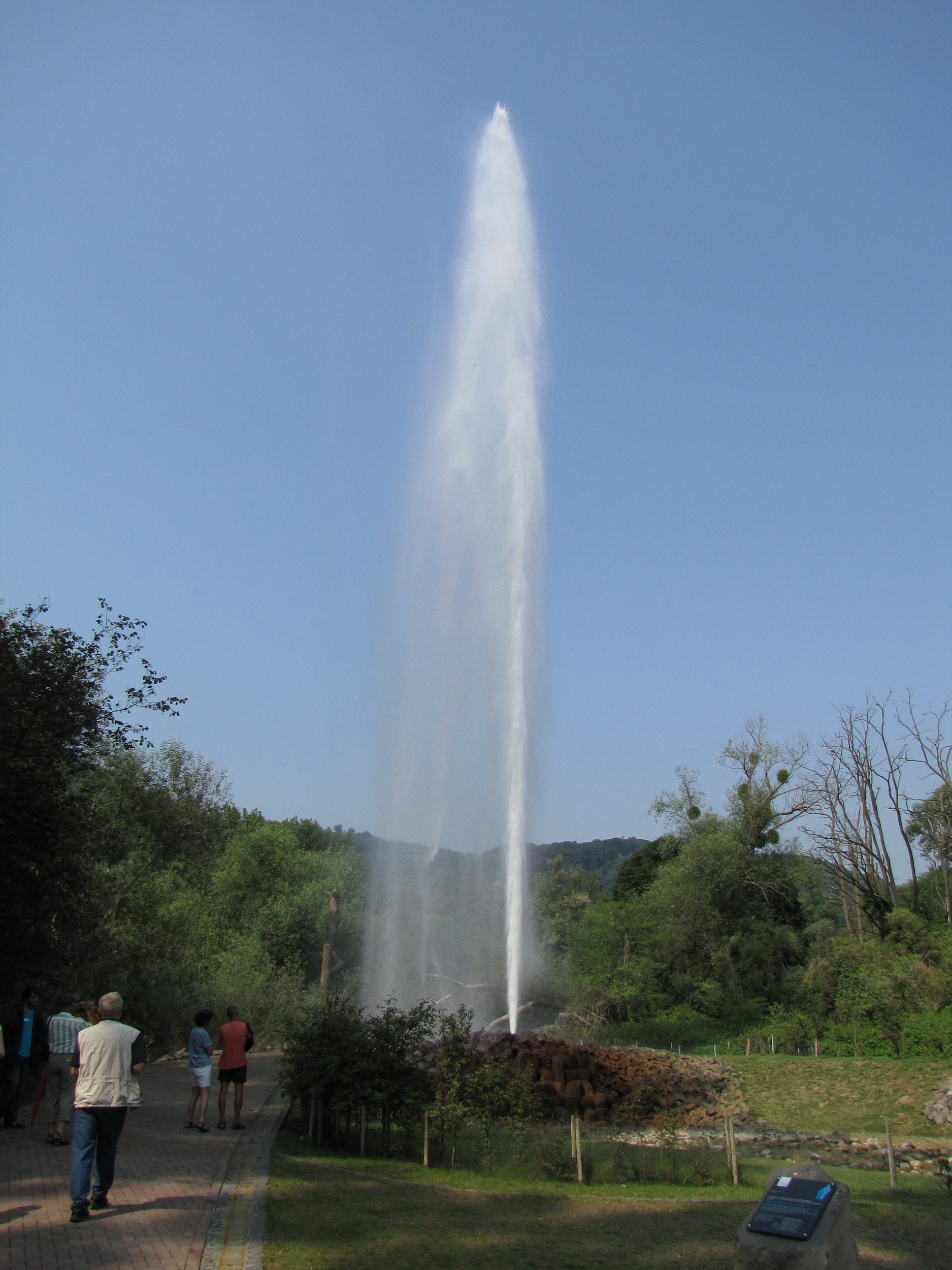
Hideg vizű gejzír Andernachnál
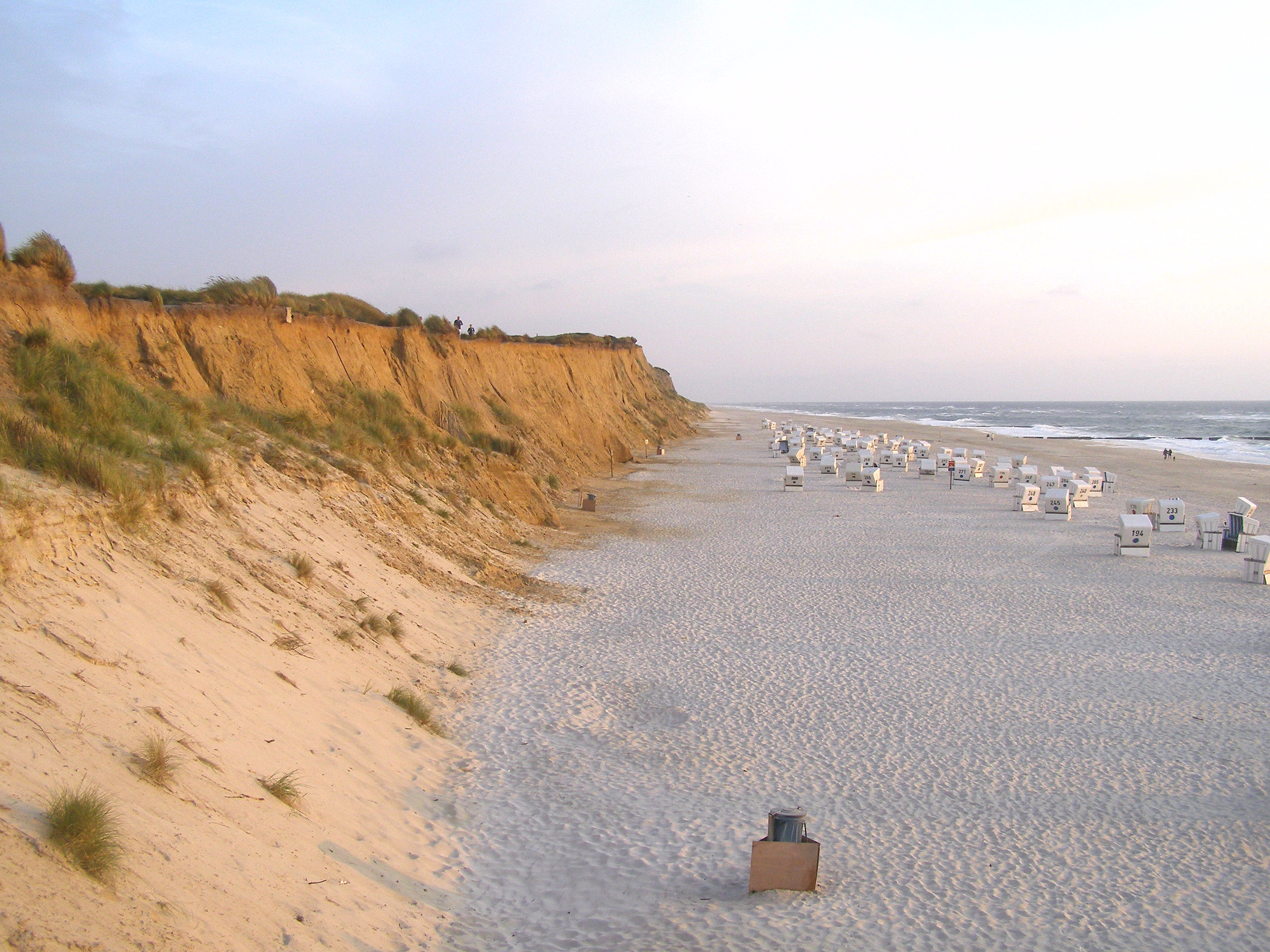
Tengerparti kép az ország északi részén, Sylt szigetén

### Éghajlat
Németország az északi mérsékelt éghajlati övben fekszik. A Golf-áramlat melegíti. Az éghajlat az Északi-tengerhez közeli vidékeken nedves óceáni. Vagyis csapadék egész évben előfordul, bár a nyár a legcsapadékosabb. A tél enyhe, a nyár hűvös. Kelet felé egyre kontinentálisabb jellegű, vagyis a tél hidegebb, a nyár melegebb, a csapadék eloszlása egyre egyenetlenebb, hosszú száraz időszakok alakulhatnak ki. A folyók vízállása tavasszal, hóolvadáskor a legmagasabb, hirtelen olvadás súlyos árvizet is okozhat. A júliusi átlaghőmérséklet 17,0 °C szokott lenni.

### Növény- és állatvilág
Németország eredeti növénytakarója szinte mindenütt erdő volt. A hegyvidéki területeken és az északi homokos felszíneken különféle fenyvesek nőttek, máshol vegyes erdők. Ma is erdő borítja területének 31 százalékát, amiből csupán 3 százalék áll védelem alatt. A második világháború óta zajló újraerdősítés következtében növekedett a telepített fenyvesek aránya, ami ország erdeinek negyedét alkotja. A klímaváltozás hatására a közelmúltban felgyorsuló tendencia eredményeként gyakrabban pusztítanak aszályos időszakok, erdőtüzek és komolyabb viharok. A kiszáradt lucfenyők helyére őshonos bükk, tölgy és platánfákból álló erdők sarjadnak.
Állatvilága jellegzetes közép-európai: szarvas, őz, vaddisznó, róka, nyúl a vadászok zsákmánya. A madarak vándorlásának útvonalába esik, tavasszal és ősszel sok olyan madár repül itt át, amelyik nem Németországban fészkel.
Sok őshonos kutyafajtája van a németjuhásztól a dogon át a törpe schnauzerig.
Manapság az ország területének 33%-a áll művelés alatt. Az mezőgazdasága belterjes, de nem önellátó. A Germán-alföld hűvösebb északi tájain az állattenyésztés a mezőgazdaság vezető ágazata. A réteken, legelőkön tejelő szarvasmarhát tartanak. A szántókon takarmánynövényeket, rozst és burgonyát termesztenek. A déli országrész melegebb, lösszel borított vidékein búzát, cukorrépát, kukoricát termelnek és sertést tenyésztenek.

#### Nemzeti parkok

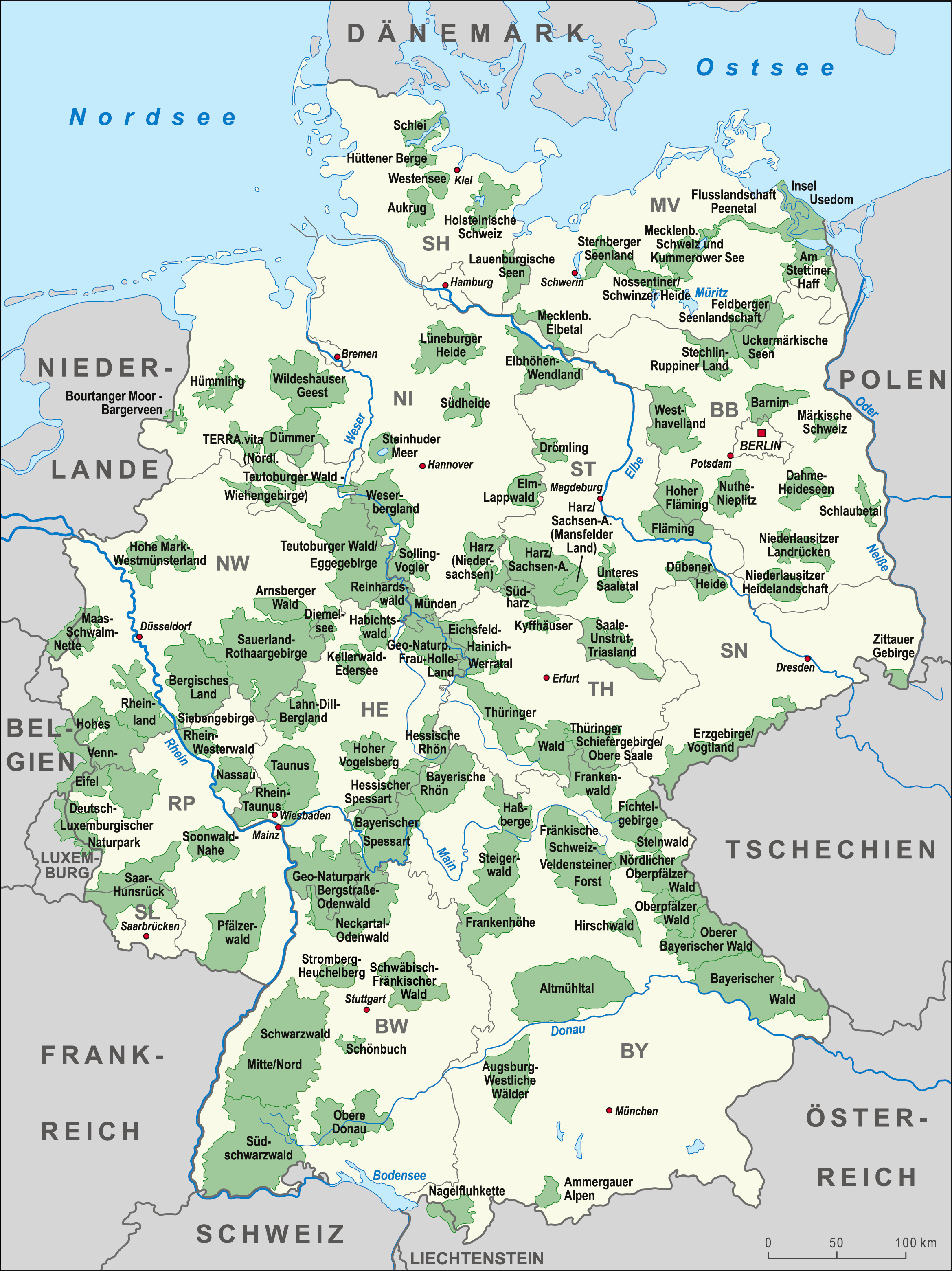
Természetvédelmi területek Németországban

Németországban a középkorra visszanyúló fejedelmi vadaskertekkel kezdődött a természeti területek óvása. Mára a különböző jogi helyzetű természetvédelmi területek bonyolult rendszere alakult ki. Az alábbi listában az országos jelentőségű nemzeti parkok találhatók. Ezek adminisztratív egységek, több különálló terület tartozhat hozzájuk.
- Alsó-oderavölgyi Nemzeti Park (Nationalpark Unteres Odertal)
- Alsó-Szászországi Árapályterületek Nemzeti Park (Nationalpark Niedersächsisches Wattenmeer)
- Bajor-erdő Nemzeti Park (Nationalpark Bayerischer Wald)
- Berchtesgaden Nemzeti Park (Nationalpark Berchtesgaden) az Alpokban
- Eifel Nemzeti Park (Nationalpark Eifel) az Eifel-hegységben, Észak-Rajna-Vesztfália tartományban
- Elő-pomerániai Lagunák Nemzeti Park (Nationalpark Vorpommersche Boddenlandschaft)
- Hainich Nemzeti Park (Nationalpark Hainich) Türingiában
- Hamburgi Árapályterületek Nemzeti Park (Nationalpark Hamburgisches Wattenmeer)
- Harz Nemzeti Park (Nationalpark Harz)
- Jasmund Nemzeti Park (Nationalpark Jasmund) Rügen sziget északi csúcsán
- Kellerwald-Edersee Nemzeti Park (Nationalpark Kellerwald-Edersee) Hessen tartományban
- Müritz Nemzeti Park (Nationalpark Müritz) a mecklenburgi tóvidéken
- Schleswig-Holsteini Árapályterületek Nemzeti Park (Nationalpark Schleswig-Holsteinisches Wattenmeer)
- Szász Svájc Nemzeti Park (Nationalpark Sächsische Schweiz) Szászországban

Az UNESCO világörökség-listájára 2011 júniusában Németország 5 természeti tája (erdősége) került fel:
- Grumsin erdőség és bükkerdő, Brandenburg
- Hainich Nemzeti Park, Thüringia
- Jasnmund Nemzeti Park
- Kellerwald-Edersee Nemzeti Park, Hessen
- Serrahner bükkerdő (Müritz Nemzeti Park), Mecklenburg-Vorpommern

### Környezetvédelem
Németországban szelektív hulladékgyűjtés működik. A kukákat színekkel különböztetik meg: „papír” (kék), „műanyag-fém” (sárga), „komposzt” (barna), és „egyéb” (fekete).

## Történelem

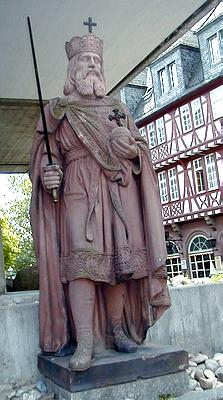
Nagy Károly szobra Frankfurtban

A német nyelv és (helytelen magyar kifejezéssel) a német „nemzeti érzés” (németül: das deutsche Volk) már több mint ezer éve létezik, de az egységes német nemzetállam csak 1871-ben jött létre, amikor megszületett a Poroszország vezette Német Birodalom. Ez volt a második német Reich, azaz birodalom.
Az első német Reich, más néven a Német-római Birodalom a Frank Birodalom 843-as felosztásakor létrejött Keleti Frank Királyságból jött létre 962-ben. (amelyet Nagy Károly alapított 800. december 25-én), és különböző formákban egészen 1806-ig létezett, amikor is a napóleoni háborúk egyik eredményeként felbomlott. Története során a császári hatalom gyengült, egyre nőtt a fejedelmek önállósága, akik közül a hét leghatalmasabb (a választófejedelmek) választották a császárt.
Luther Márton fellépésével Németországban kezdődött a reformáció, amelynek messze ható következményei lettek Európa szellemi életére. Magában Németországban pedig a harmincéves háború, majd a német kisállami rendszer megszilárdulása lett a következmény.
1815 és 1871 között Németország független államok tucatjaiból állt, ezekből 39 a Német Szövetség (Deutscher Bund) tagja volt.
A második Reich, a Német Császárság kikiáltása 1871. január 18-án, a versailles-i kastélyban történt, a franciák porosz–francia háborúban elszenvedett 1870-es veresége után. Németország egyesítésében jelentős szerepet játszott Otto von Bismarck, a 19. századi Németország legjelentősebb államférfija.
Franciaország a napóleoni háborúk óta, amikor legyőzte Németországot, a németek legnagyobb ellenségének számított. 1914-ben, az első világháború kezdetén német csapatok behatoltak Franciaországba. Kezdeti sikerek után a háború rengeteg áldozatot követelő lövészárok-háborúvá fajult. A világháború 1918-ban véget ért, a német császárt lemondásra kényszerítették, majd az 1918-ban kitört forradalom leverése után a császárság helyén létrejött a weimari köztársaság.
A versailles-i békeszerződés Németországot tette felelőssé a háború kirobbantásáért. A rossz gazdasági helyzetben – amelynek részben a kemény békefeltételek, részben a gazdasági világválság volt az oka – egyre több német támogatta az antidemokratikus pártokat, jobb- és baloldaliakat egyaránt. Az 1932. júliusi és novemberi rendkívüli választásokon a nemzetiszocialisták 37,2% és 33,0%-os eredményt értek el. 1933. január 30-án Adolf Hitler lett Németország kancellárja, az 1933. március 23-án született felhatalmazási törvény pedig, gyakorlatilag hatályon kívül helyezve a köztársaság alkotmányát, diktátorrá tette.
A Harmadik Birodalom (Drittes Reich) a nemzetiszocialisták birodalma volt, 1933-tól 1945-ig. 1934-ben Adolf Hitler osztrák származású kancellár lett Németország birodalmi elnöke is, egyúttal olasz fasiszta mintára nemzetvezető (führer) ezzel a teljes hatalom a kezében összpontosult.
Hitler politikája a második világháború 1939. szeptember 1-jén történt kitöréséhez vezetett. Németország és szövetségesei kezdetben komoly katonai sikereket értek el, a kontinentális Európa nagy részét elfoglalták, beleértve a Szovjetunió jelentős európai területeit is.
1943. november 28-án, a teheráni konferencián a szövetséges hatalmak megegyeztek, hogy az Amerikai Egyesült Államok 1944 májusáig partra száll Nyugat-Európában és megnyitja az úgynevezett második frontot. Ezzel egy időben a Wehrmacht erőinek lekötése érdekében a szovjet Vörös Hadsereg is általános támadást indít a keleti fronton.
Az Egyesült Államok késlekedett a partraszállással: arra csak június 6-án került sor (D-day). A Vörös Hadsereg a megegyezésnek megfelelően röviddel a partraszállást követően 2,5 millió katonával és 6000 páncélossal támadást indított a Wehrmacht Központi Hadseregcsoportja (Heeresgruppe Mitte) ellen, 350 000 német hadifoglyot ejtve.
1945. április 16-án a szovjet Vörös Hadsereg elérte Berlint.

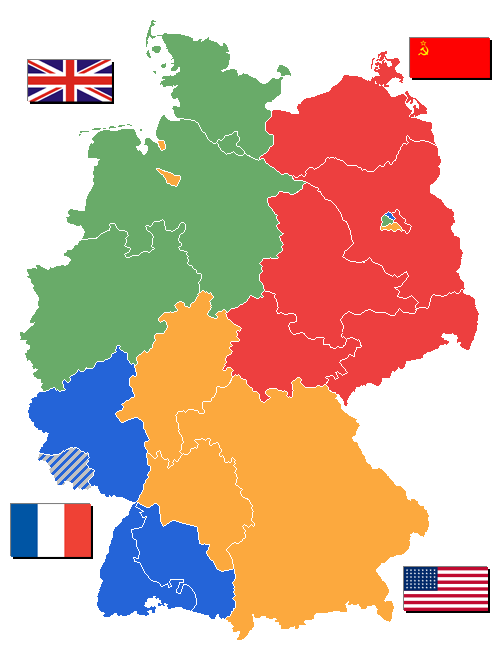
Megszállási zónák 1946-ban. A Saar-vidék (csíkozott) francia fennhatóság alá került (1947–1956). A vörös terület később, 1949-től az NDK nevet vette fel

Az ostrom során Hitler öngyilkos lett, majd nem sokkal később, 1945. május 8-án Németország letette a fegyvert. A nácik által megszállt területeken a második világháború alatt hatmillió zsidót öltek meg, lásd holokauszt. A háború következményeként az ország jelentős területeket vesztett, 15 millió németet űztek el korábbi otthonából, és 45 évre megszállási övezetekre, úgynevezett amerikai, angol, francia és szovjet zónára osztották az országot. Számos kiváló német tudóst, orvost, művészt, színészt, zenészt, karmestert, közgazdászt, építészt és mérnököt fosztottak meg évekre munkájától, gyakran indokolatlanul.
1949-ben két német állam jött létre. A Német Szövetségi Köztársaság (NSZK, köznyelven: Nyugat-Németország) 12 német szövetségi tartományból az angol, amerikai és francia megszállási övezet területén, és a Német Demokratikus Köztársaság, (NDK, köznyelven: Kelet-Németország) öt német szövetségi tartományból a szovjet megszállási övezet területén.
1955. május 5-én hirdették ki a szövetségesek Németország korlátozott szuverenitását, vagyis hogy megszűnt Németország „megszállt ország” státusza. Az NSZK 1955. május 9-én csatlakozott a NATO-hoz, az NDK pedig május 15-én a Varsói Szerződés tagja lett. Az 1961. augusztus 13-ától az NDK hatóságok által felhúzott berlini fal teljesen elszigetelte a két német államot egymástól.
A szocializmus európai bukása után, az 1945-ben a szovjetek által kihasított keleti országrész 1990-ben csatlakozott a Német Szövetségi Köztársasághoz.
1994. augusztus 31-én, csaknem 45 év után az utolsó orosz katona is elhagyta az immár egyesült Németország területét. A kivonulás 337 800 katonát, 208 000 civilt, 677 000 tonna hadianyagot, 691 db repülőgépet, 600 db helikoptert, 4000 db harckocsit (az ezt megelőző években már kivontak 5000 db-ot), 8000 db harcjárművet és 3500 db tüzérségi eszközt érintett. A hátrahagyott katonai létesítményeket, laktanyákat részben tovább hasznosította a Bundeswehr, részben polgári célra értékesítették.
Ma Németország az Európai Unióban minél szorosabb politikai, védelmi és biztonsági együttműködés létrehozására törekszik.

## Államszervezet és közigazgatás

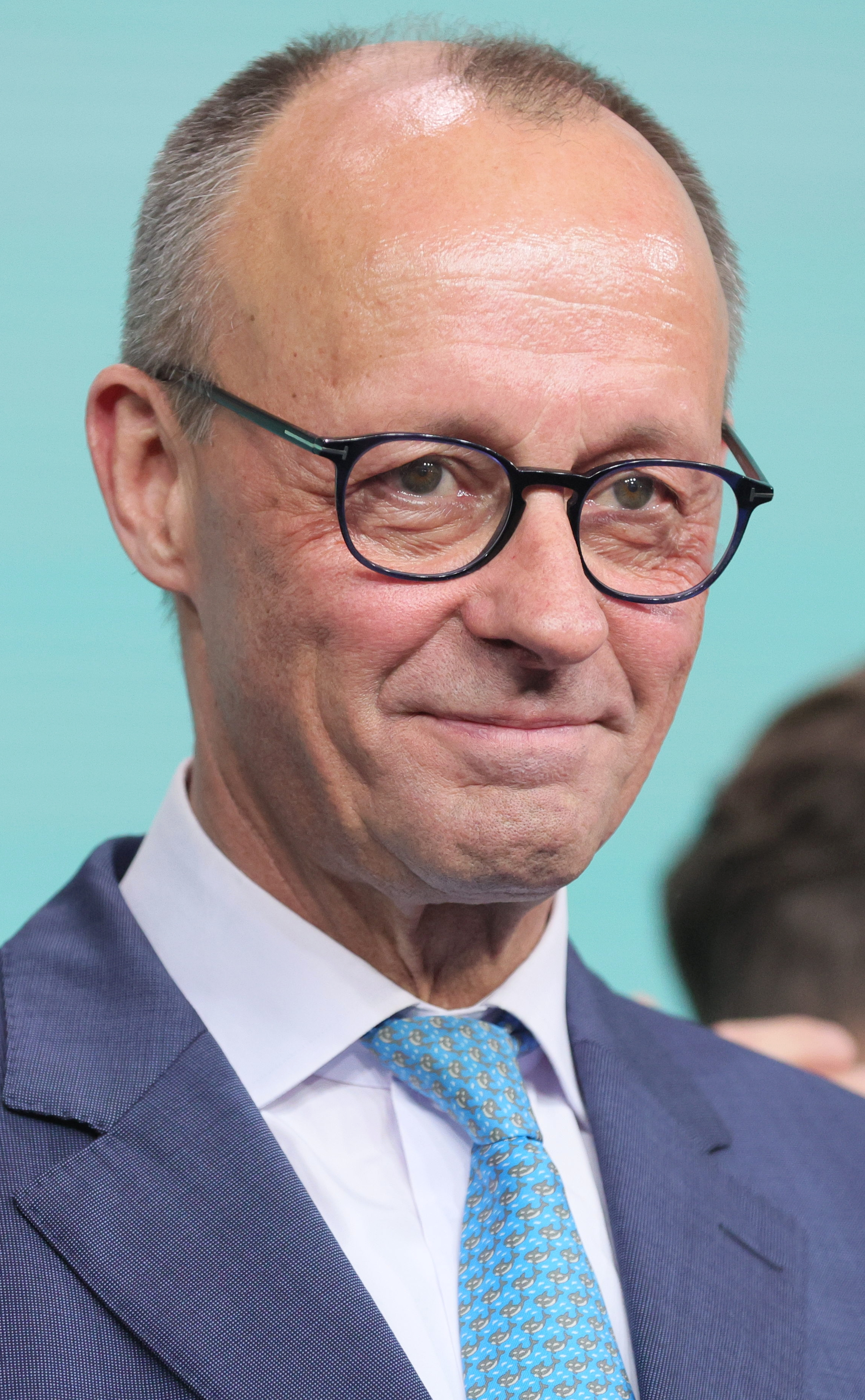
Friedrich Merz szövetségi kancellár

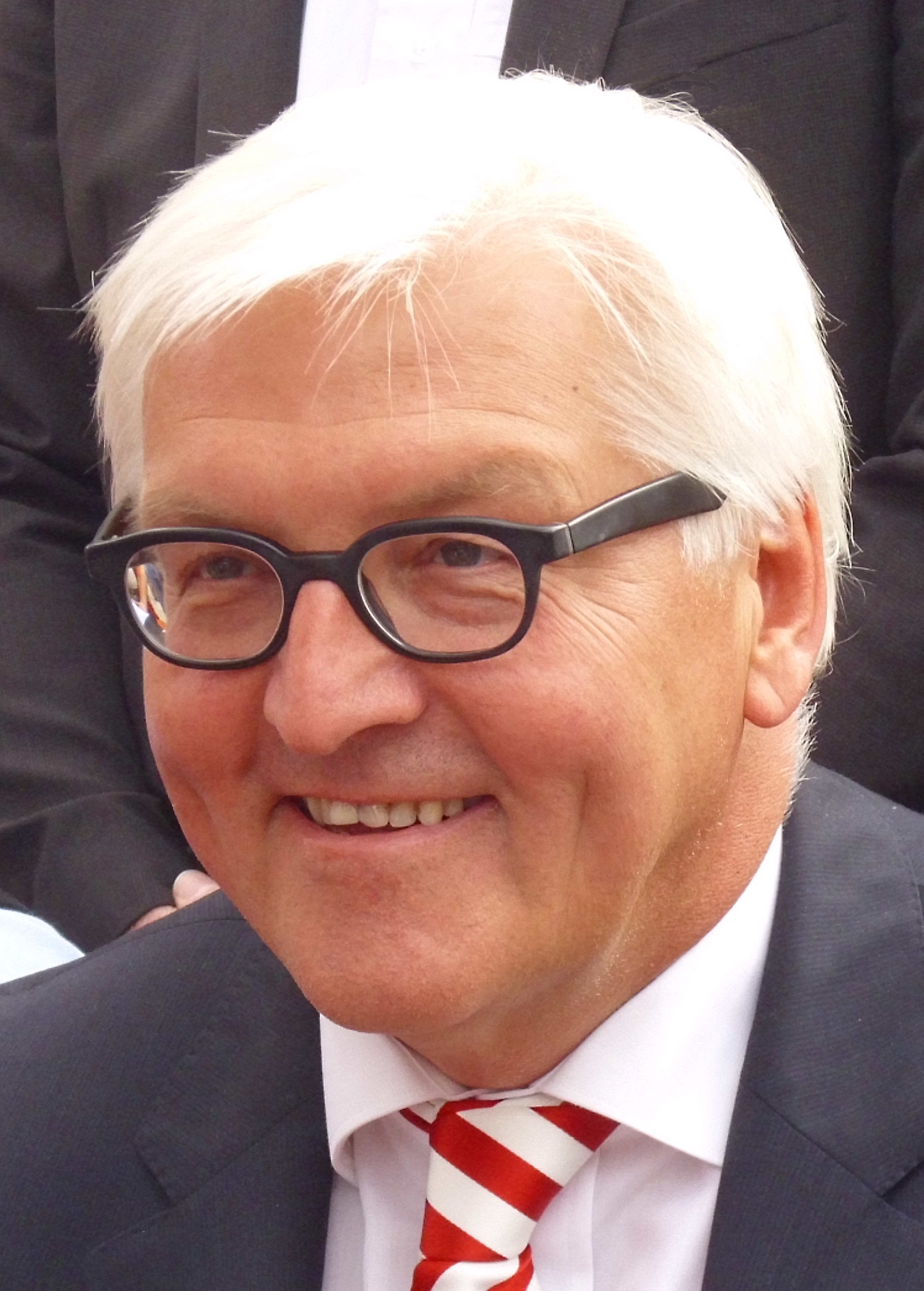
Frank-Walter Steinmeier szövetségi elnök

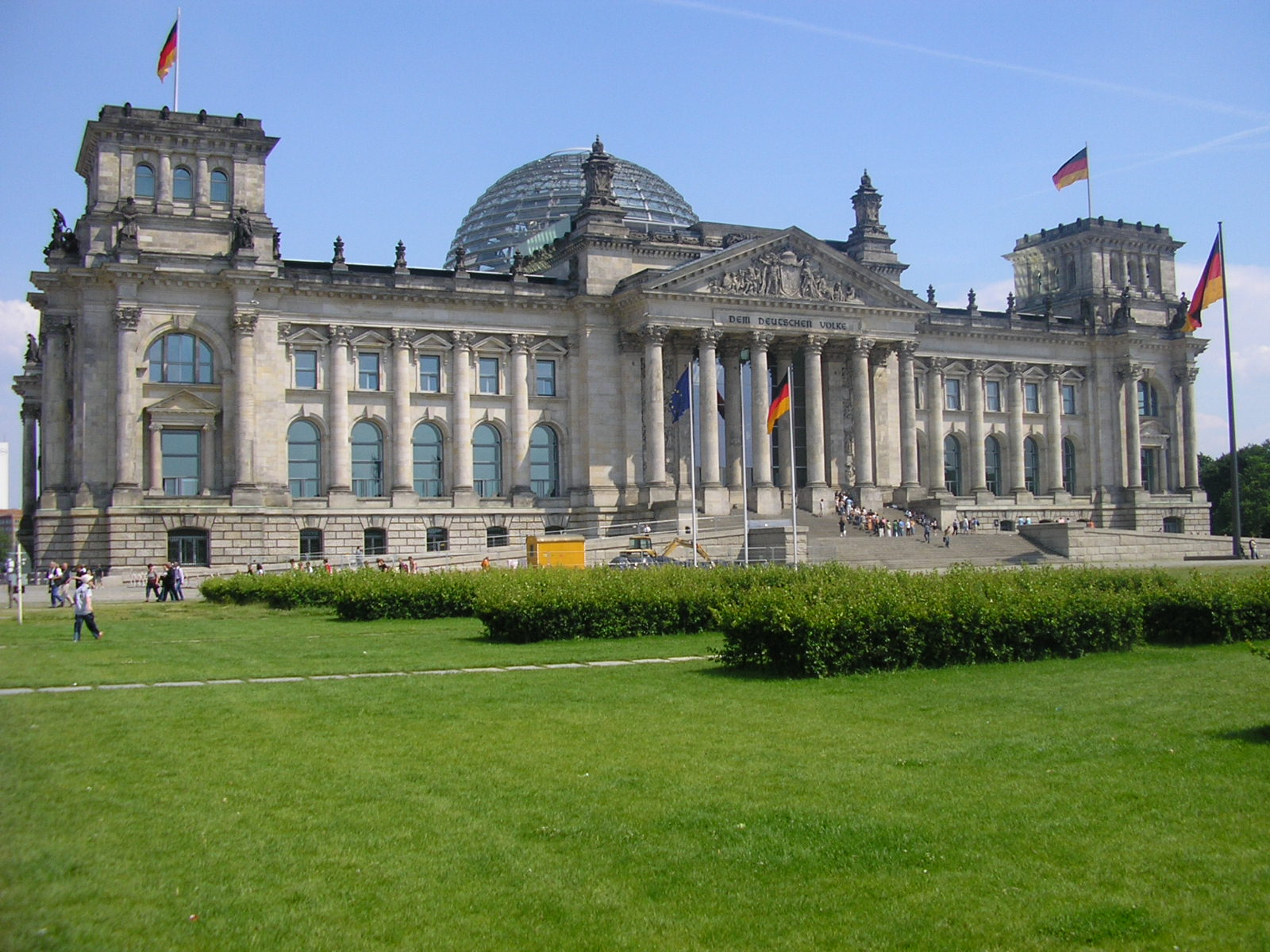
A Reichstag épülete, a mai német parlament, a Bundestag otthona

### Alkotmány, államforma
Németország parlamentáris szövetségi köztársaság, politikai rendszerének alapja az 1949-es (bonni) német alkotmány (Grundgesetz, tulajdonképpen Alaptörvény). A kormányfő a parlament által választott szövetségi kancellár (Bundeskanzler).
A jelenlegi parlament által választott szövetségi kancellár Friedrich Merz, az ország államfője pedig Frank-Walter Steinmeier.

### Törvényhozás, végrehajtás, igazságszolgáltatás
A német parlament alsóházának, a Bundestagnak (Szövetségi Gyűlés) a tagjait négyévente közvetlenül választják vegyes arányos rendszerben. A képviselők egy részét egymandátumos egyéni választókerületekben (relatív többségi szavazással), másik részét tartományi listákról választják, olyan módon, hogy a politikai pártok országosan az általuk szerzett szavazatukkal arányosan legyenek képviseltetve.
A 16 szövetségi állam képviselői a felsőházban, a Bundesratban (Szövetségi Tanács) foglalnak helyet, amelynek komoly befolyása van a törvényhozás folyamatába. Elnöke Michael Müller (2017).
Az államfő a szövetségi elnök (Bundespräsident), szerepe reprezentatív funkciókra korlátozódik.
Az igazságszolgáltatás szervei a bíróságok, az alkotmánybíróság (Bundesverfassungsgericht) pedig ellenőrző szerepet tölt be, az alkotmányellenesnek ítélt rendeleteket, törvényeket megsemmisítheti.

### Közigazgatási beosztás
Németország tizenhat szövetségi tartományra (németül Land, jelentése: ország) tagolódik, melyek közül három (Berlin, Hamburg és Bréma) városállam, annak ellenére, hogy utóbbi két városból áll. A tartományok többek közt saját miniszterelnökkel, parlamenttel és kulturális és oktatási autonómiával bírnak. A tartományok körzetekre, azok pedig megyékre oszlanak. Mindezek alapja a korábbi feudális államszervezet (hercegségek, választófejedelemségek, egyházi államok, királyságok).
Az egyes német népcsoportok széttagoltak: például a szászok nagyrészt Hamburgban, Alsó-Szászországban, Szászországban és Szász-Anhaltban élnek, a frankok Hessenben, a Saar-vidéken és Bajorországban, míg a svábok főleg Baden-Württembergben és Bajorországban. A szorb szláv kisebbség főleg Brandenburgban és Szászországban, a fríz germán kisebbség pedig Hollandia és Németország között oszlik meg. Mind a náci, mind a kommunista diktatúra felszámolta a tartományokat. A nyelvjárások mind a mai napig nem tűntek el.
| \| \| Állam \| Főváros \| Terület (km²) \| Népesség[18] \| \| ----------- \| ------------------------- \| ----------- \| ------------- \| ------------ \| \| 1 \| Baden-Württemberg \| Stuttgart \| 35 752 \| 10 879 618 \| \| 2 \| Bajorország \| München \| 70 549 \| 12 843 514 \| \| 3 \| Berlin \| Berlin \| 892 \| 3 520 031 \| \| 4 \| Brandenburg \| Potsdam \| 29 477 \| 2 484 826 \| \| 5 \| Bréma \| Bréma \| 404 \| 671 489 \| \| 6 \| Hamburg \| Hamburg \| 755 \| 1 787 408 \| \| 7 \| Hessen \| Wiesbaden \| 21 115 \| 6 176 172 \| \| 8 \| Mecklenburg-Elő-Pomeránia \| Schwerin \| 23 174 \| 1 612 362 \| \| 9 \| Alsó-Szászország \| Hannover \| 47 618 \| 7 926 599 \| \| 10 \| Észak-Rajna-Vesztfália \| Düsseldorf \| 34 043 \| 17 865 516 \| \| 11 \| Rajna-vidék-Pfalz \| Mainz \| 19 847 \| 4 052 803 \| \| 12 \| Saar-vidék \| Saarbrücken \| 2569 \| 995 597 \| \| 13 \| Szászország \| Drezda \| 18 416 \| 4 084 851 \| \| 14 \| Szász-Anhalt \| Magdeburg \| 20 445 \| 2 245 470 \| \| 15 \| Schleswig-Holstein \| Kiel \| 15 763 \| 2 858 714 \| \| 16 \| Türingia \| Erfurt \| 16 172 \| 2 170 714 \| \| Németország \| Németország \| Berlin \| 357 376 \| 82 175 684 \| |                           |             |               |            |
| | Állam                     | Főváros     | Terület (km²) | Népesség   |
| 1 | Baden-Württemberg         | Stuttgart   | 35 752        | 10 879 618 |
| 2 | Bajorország               | München     | 70 549        | 12 843 514 |
| 3 | Berlin                    | Berlin      | 892           | 3 520 031  |
| 4 | Brandenburg               | Potsdam     | 29 477        | 2 484 826  |
| 5 | Bréma                     | Bréma       | 404           | 671 489    |
| 6 | Hamburg                   | Hamburg     | 755           | 1 787 408  |
| 7 | Hessen                    | Wiesbaden   | 21 115        | 6 176 172  |
| 8 | Mecklenburg-Elő-Pomeránia | Schwerin    | 23 174        | 1 612 362  |
| 9 | Alsó-Szászország          | Hannover    | 47 618        | 7 926 599  |
| 10 | Észak-Rajna-Vesztfália    | Düsseldorf  | 34 043        | 17 865 516 |
| 11 | Rajna-vidék-Pfalz         | Mainz       | 19 847        | 4 052 803  |
| 12 | Saar-vidék                | Saarbrücken | 2569          | 995 597    |
| 13 | Szászország               | Drezda      | 18 416        | 4 084 851  |
| 14 | Szász-Anhalt              | Magdeburg   | 20 445        | 2 245 470  |
| 15 | Schleswig-Holstein        | Kiel        | 15 763        | 2 858 714  |
| 16 | Türingia                  | Erfurt      | 16 172        | 2 170 714  |
| Németország | Németország               | Berlin      | 357 376       | 82 175 684 |

|             | Állam                     | Főváros     | Terület (km²) | Népesség   |
| ----------- | ------------------------- | ----------- | ------------- | ---------- |
| 1           | Baden-Württemberg         | Stuttgart   | 35 752        | 10 879 618 |
| 2           | Bajorország               | München     | 70 549        | 12 843 514 |
| 3           | Berlin                    | Berlin      | 892           | 3 520 031  |
| 4           | Brandenburg               | Potsdam     | 29 477        | 2 484 826  |
| 5           | Bréma                     | Bréma       | 404           | 671 489    |
| 6           | Hamburg                   | Hamburg     | 755           | 1 787 408  |
| 7           | Hessen                    | Wiesbaden   | 21 115        | 6 176 172  |
| 8           | Mecklenburg-Elő-Pomeránia | Schwerin    | 23 174        | 1 612 362  |
| 9           | Alsó-Szászország          | Hannover    | 47 618        | 7 926 599  |
| 10          | Észak-Rajna-Vesztfália    | Düsseldorf  | 34 043        | 17 865 516 |
| 11          | Rajna-vidék-Pfalz         | Mainz       | 19 847        | 4 052 803  |
| 12          | Saar-vidék                | Saarbrücken | 2569          | 995 597    |
| 13          | Szászország               | Drezda      | 18 416        | 4 084 851  |
| 14          | Szász-Anhalt              | Magdeburg   | 20 445        | 2 245 470  |
| 15          | Schleswig-Holstein        | Kiel        | 15 763        | 2 858 714  |
| 16          | Türingia                  | Erfurt      | 16 172        | 2 170 714  |
| Németország | Németország               | Berlin      | 357 376       | 82 175 684 |

A tartományok több mint 400 önkormányzattal rendelkező járásra (Kreis) oszlanak, melyek egy része csak 1-1 várost foglal magába. A közigazgatás legalsó szintjét mintegy 12 ezer község (Gemeinde) alkotja.

### Politikai pártok
A 2025-ös választáson a legtöbb szavazatot a Friedrich Merz által vezetett CDU/CSU politikai szövetség nyerte. További fő pártok a 2025-ös választás után: AfD (szélsőjobb), SPD (szociáldemokraták), Grüne (Zöldek), Die Linke (baloldal). 

## Népesség
Az ország népessége 2015-ben 82 millió fő volt, mellyel a világ 16., Európa 2. és az Európai Unió legnépesebb országa. 

Németország népsűrűségi térképe

### Etnikai, nyelvi, vallási megoszlás
- Etnikai kisebbségek

Egy kisebb nyugati szláv népcsoport, a szorb nép (sorbische Volk) Szászországban (40 000 fő) és Brandenburgban (20 000 fő) található. A fríz népcsoport (friesische Volksgruppe) nyelvét 12 000 ember beszéli, a többiek Hollandiában élnek. A dán kisebbség, mintegy 50 000 fő, a dán határ közelében él. Az itt felsorolt csoportok autochton (őslakos) kisebbségeknek számítanak.
- Bevándorlás

A Szövetségi Statisztikai Hivatal (Statistisches Bundesamt) 2009-es adata alapján az országban tartózkodók 20%-a, azaz 16 milliónál több ember tekinthető együttesen bevándorlónak, olyan személynek, aki bevándorlóktól is származik, illetve külföldi állampolgárnak. 2010-ben a 18 évnél fiatalabb gyerekkel élő családok 29%-ban volt legalább az egyik szülő migráns hátterű vagy származású.
Körülbelül 7,3 millió külföldi állampolgár él Németországban, vendégmunkások (Gastarbeiter) és ezek családtagjai. Ezeknek az embereknek körülbelül kétharmada több mint 8 éve él az országban, 20%-uk Németországban született; ez a két feltétel külön-külön is állampolgárságot biztosít 7 év után a bevándorlási törvény (Zuwanderungsgesetz) szerint. Németország egy 2013-as ENSZ-jelentés szerint a világ harmadik leginkább migránsok lakta országa.
2009-ben 3 millió török, 2,9 millió szovjet utódállamokból érkező, 1,5 millió délszláv, 1,5 millió lengyel tartózkodott Németországban. Egyre növekszik a harmadik világból betelepülők száma (indiaiak, kínaiak, afrikai feketék). Német felmérések szerint az európai betelepülők a törököknél jobban integrálódtak a társadalomba.
Szintén nagyszámú német nemzetiségű bevándorló (Aussiedler, Spätaussiedler, Abkömmling) jött 1980–1999 között az országba a volt Szovjetunió területéről (1,7 millió), Lengyelországból (0,7 millió), és Romániából (0,3 millió). Ezeknek az embereknek nemzetiségükből adódóan egy hivatali eljárás és 2 év németországi tartózkodás után járt a német állampolgárság, és ezért nem jelennek meg a hivatalos bevándorlási statisztikákban. A más nemzetiségű kisebbségektől eltérően egyenletesen elosztva települtek le (pontosabban telepítették le őket) az országban. Nagy részük beszéli korábbi hazája nyelvét is.
A lakosság háttere a 2010-es évek elején
A következő lista a 2014-ben Németországban élő külföldiek száma nagyságrendben. A lista nem tartalmazza a már állampolgársággal rendelkezőket, az állandó tartózkodási engedély nélkülieket és az Európán kívülieket (kivéve a törököket): 
| No. | Származási ország | Létszám (2014) |
| --- | ----------------- | -------------- |
| 1   | Törökország       | 1 527 118      |
| 2   | Lengyelország     | 674 152        |
| 3   | Olaszország       | 574 530        |
| 4   | Románia           | 355 343        |
| 5   | Görögország       | 328 564        |
| 6   | Horvátország      | 263 347        |
| 7   | Szerbia           | 252 468        |
| 8   | Oroszország       | 221 413        |
| 9   | Bulgária          | 183 263        |
| 10  | Ausztria          | 179 772        |
| 11  | Magyarország      | 156 812        |
| 12  | Spanyolország     | 146 846        |

| A lakosság, illetve a bevándorlók eredete 2012-ben                                         | A lakosság, illetve a bevándorlók eredete 2012-ben | A lakosság, illetve a bevándorlók eredete 2012-ben |
| Lakosság háttere                                                                           | %                                                  | Lélekszám                                          |
| ------------------------------------------------------------------------------------------ | -------------------------------------------------- | -------------------------------------------------- |
| Európai                                                                                    | 91,6                                               | 74 955 000                                         |
| Európai Unió                                                                               | 86,8                                               | 71 027 000                                         |
| német                                                                                      | 80,0                                               | 65 550 000                                         |
| lengyel                                                                                    | 1,9                                                | 1 543 000                                          |
| olasz                                                                                      | 1,0                                                | 830 000                                            |
| román                                                                                      | 0,5                                                | 489 000                                            |
| görög                                                                                      | 0,5                                                | 403 000                                            |
| további EU-tagállamok (elsősorban spanyolok, horvátok, hollandok, portugálok és osztrákok) | 2,9                                                | 2 362 000                                          |
| Európa más országaiból                                                                     | 4,8                                                | 3 928 000                                          |
| orosz (jelentős részben oroszországi, illetve kazahsztáni németek)                         | 1,5                                                | 1 213 000                                          |
| továbbiak (egykori Jugoszláviából érkezők a horvátok és szlovének kivételével)             | 3,3                                                | 2 715 000                                          |
| Közel-Kelet és Észak-Afrika                                                                | 4,5                                                | 3 711 000                                          |
| török (köztük kurdok is)                                                                   | 3,7                                                | 2 998 000                                          |
| arab                                                                                       | 0,6                                                | 500 000                                            |
| egyéb (elsősorban irániak)                                                                 | 0,2                                                | 220 000                                            |
| Fekete-Afrika (elsősorban Nigéria és Ghána területéről)                                    | 1,0                                                | 817 000                                            |
| Kelet- és Délkelet-Ázsia                                                                   | 0,9                                                | 778 000                                            |
| kínaiak                                                                                    | 0,3                                                | 200 000                                            |
| vietnámiak                                                                                 | 0,2                                                | 150 000                                            |
| egyéb (elsősorban India, Thaiföld és Pakisztán területéről)                                | 0,4                                                | 428 000                                            |
| Amerika                                                                                    | 0,5                                                | 416 000                                            |
| Más hátterű (elsősorban ausztráliai és óceániai)                                           | 0,1                                                | 46 000                                             |
| Kevert rasszhoz tartozó vagy meghatározhatatlan hátterű                                    | 1,5                                                | 1 208 000                                          |
| Teljes lakosság                                                                            | 100                                                | 82 031 000                                         |

- Vallás

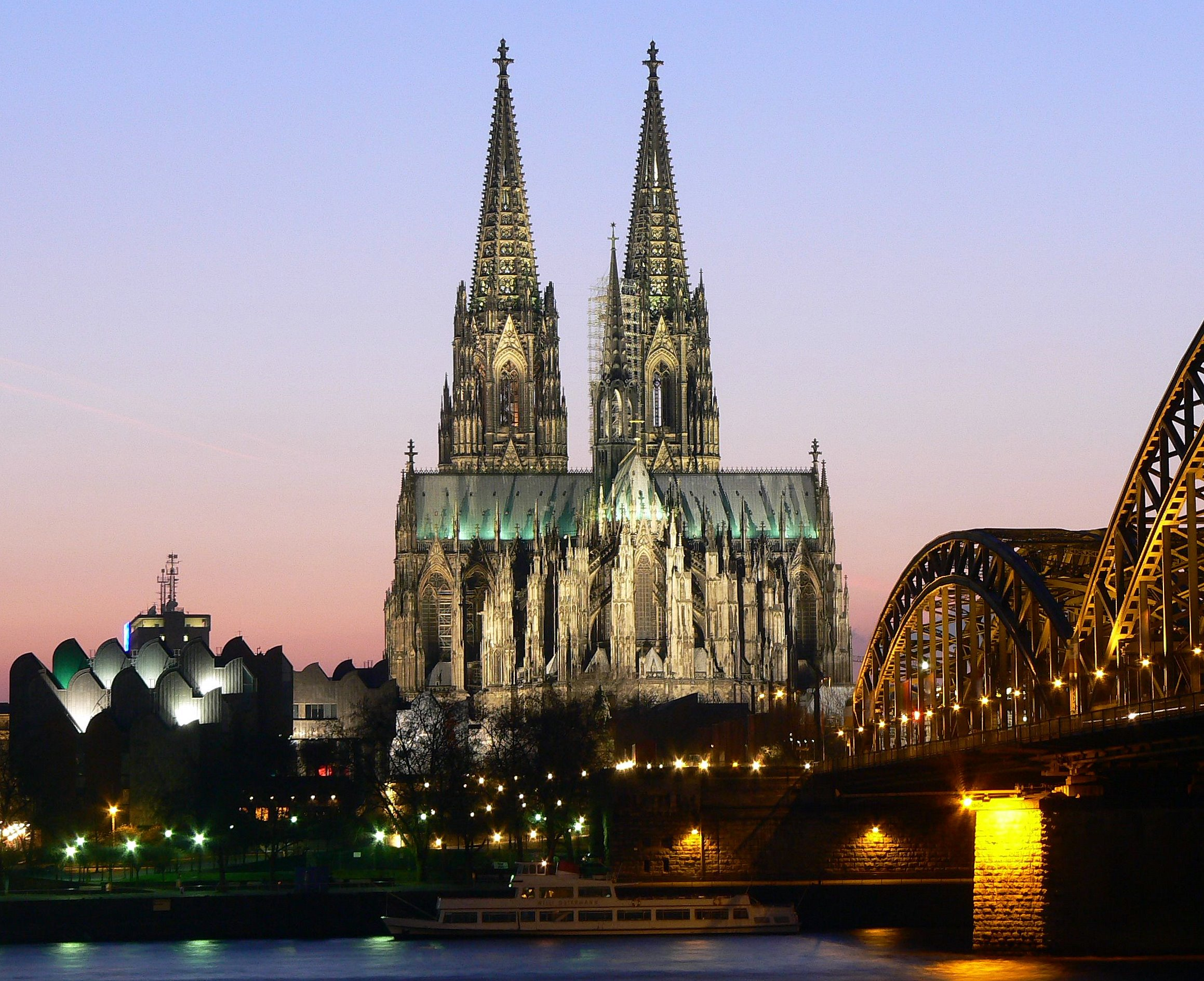
A kölni dóm

Németország alkotmánya biztosítja a vallásszabadságot, valamint kimondja, hogy nem szabad senkit hátrányosan megkülönböztetni hite vagy vallása miatt. Ettől függetlenül a nagyobb vallások kedvezményekben részesülnek, például hittant oktathatnak az iskolákban, és az egyházak részesülnek az adóbevételekből is.
A legelterjedtebb vallás a kereszténység. A népesség kétharmada keresztény vallású, a keresztények fele (a teljes népesség 33%-a, főként a délen és nyugaton élők) katolikus, fele (szintén a teljes népesség 33%-a, főként északon és keleten) protestáns. A legtöbb protestáns a Német Evangélikus Egyház tagja. Független gyülekezetek is léteznek minden nagy és sok kisebb városban is, de ezek többnyire kicsik.
A római katolicizmus volt a domináns vallás a 15. századig, de a reformáció néven ismert vallási mozgalom drasztikus változásokat hozott. 1517-ben Luther Márton szembeszállt ezzel a vallással, mert a hit elüzletiesedését látta benne. Ezzel megváltoztatta Európa és a világ történelmét, és megalapította a protestantizmust, Németország legnagyobb mai vallási irányzatát.
|                     |                              |
| Anwar-mecset Rodgau | Ohel-Jakob-zsinagóga München |

A II. világháború előtt a lakosság körülbelül kétharmada volt protestáns és egyharmada katolikus, a protestánsok főleg az észak-északkeleti területeken éltek. A háború után kettéosztott ország nyugati felében a katolikusok voltak enyhe többségben.
A korábbi Kelet-Németország kevésbé vallásos, elképzelhető, hogy a negyvenéves kommunista uralom miatt. Egy tanulmány szerint a lakosságnak csupán 5%-a jár hetente templomba, szemben a nyugati országrész 14%-ával – ez az érték az egyik legalacsonyabb a világon. Az egyházi esküvők, temetések, keresztelők száma szintén alacsonyabb, mint a nyugati országrészben.

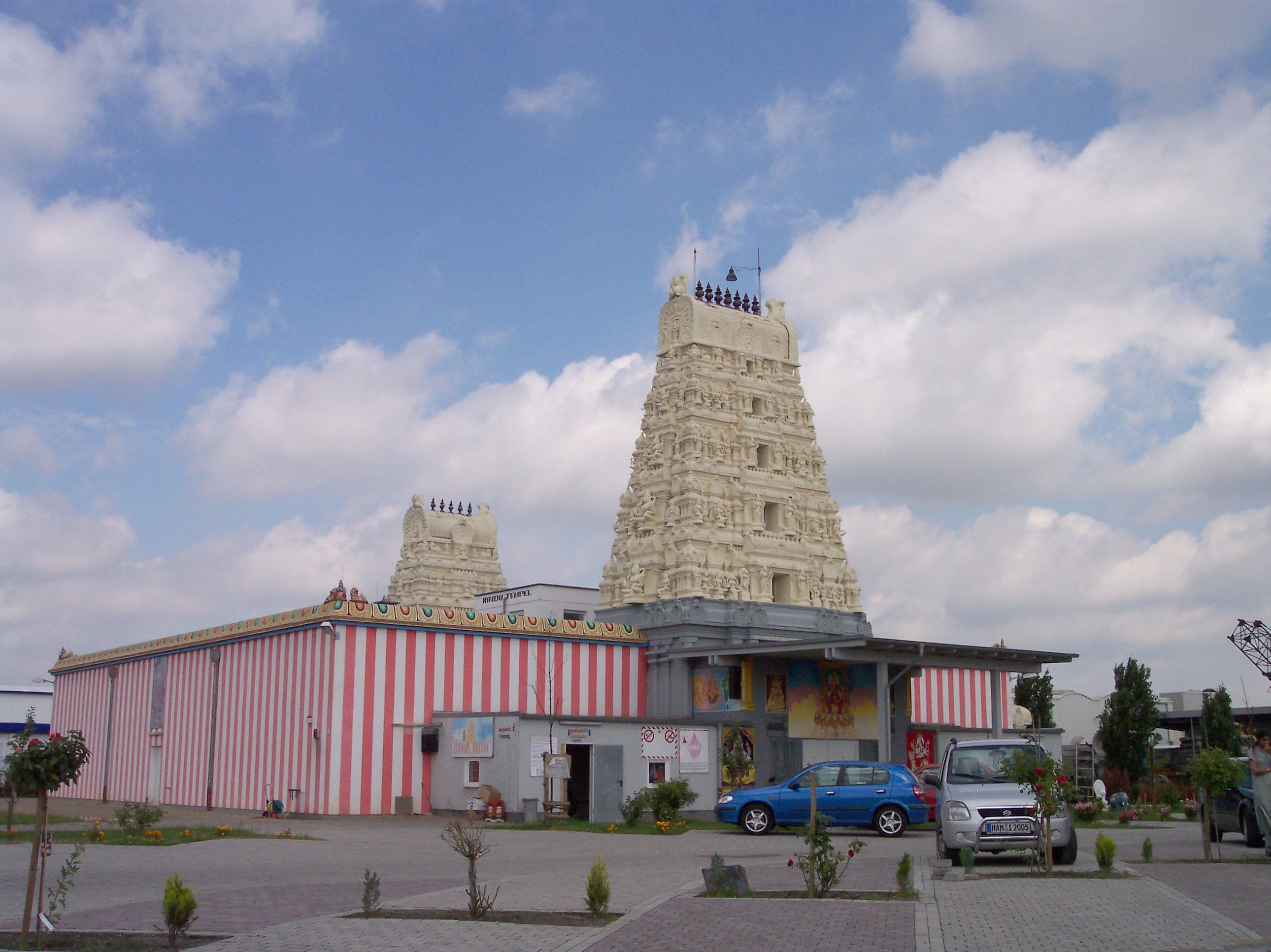
Hindu templom, Hamm

A németek 30%-a nem kötődik egyetlen valláshoz sem (keleten ez a szám magasabb).
A 2010-es évek elején legalább 3 millió muszlim (legtöbbjük török származású) él Németországban. A legjelentősebb dzsámi német földön a berlini Şehitlik-mecset. Az ortodox keresztények létszáma néhány százezer, az Új Apostoli Egyház 400 ezer hívet számlál, a zsidó vallásúak pedig a hivatalos statisztika szerint 160 ezren vannak.
Németország, különösképpen Berlin zsidó lakossága növekszik a leggyorsabban a világon. Százezres nagyságrendű számú, a korábbi szocialista blokkból származó zsidó telepedett le Németországban a berlini fal leomlása óta, többségük valamelyik volt szovjet tagköztársaságból érkezett. Ennek oka, hogy a német bevándorlási törvények rendkívül megkönnyítik a FÁK és a balti államokban élő zsidó származású személyek bevándorlását, valamint hogy a mai németek a politikai helyzet következtében jobban elfogadják a zsidókat, mint a volt Szovjetunió által dominált területek lakói. A nemzetiszocialisták hatalomra kerülését megelőzően körülbelül 600 ezer zsidó élt Németországban, akik nagyrészt – a magyarországiakhoz hasonlóan – Galíciából vándoroltak be Németországba a 18–19–20. század folyamán.
Az 1990-es évek közepén a szcientológia kisebbfajta pánikot okozott Németországban. Az egyház a hiedelmek szerint a társadalom legfelsőbb köreibe való beszivárgásra törekedett. A sajtó, de maguk a szcientológus csoportok is eltúlozták mind követőik számát, mind azok befolyását. 2004-re a téma kikerült a köztudatból. A német belföldi hírszerzés szerint a szcientológusok száma 10 ezerre tehető.

## Gazdaság

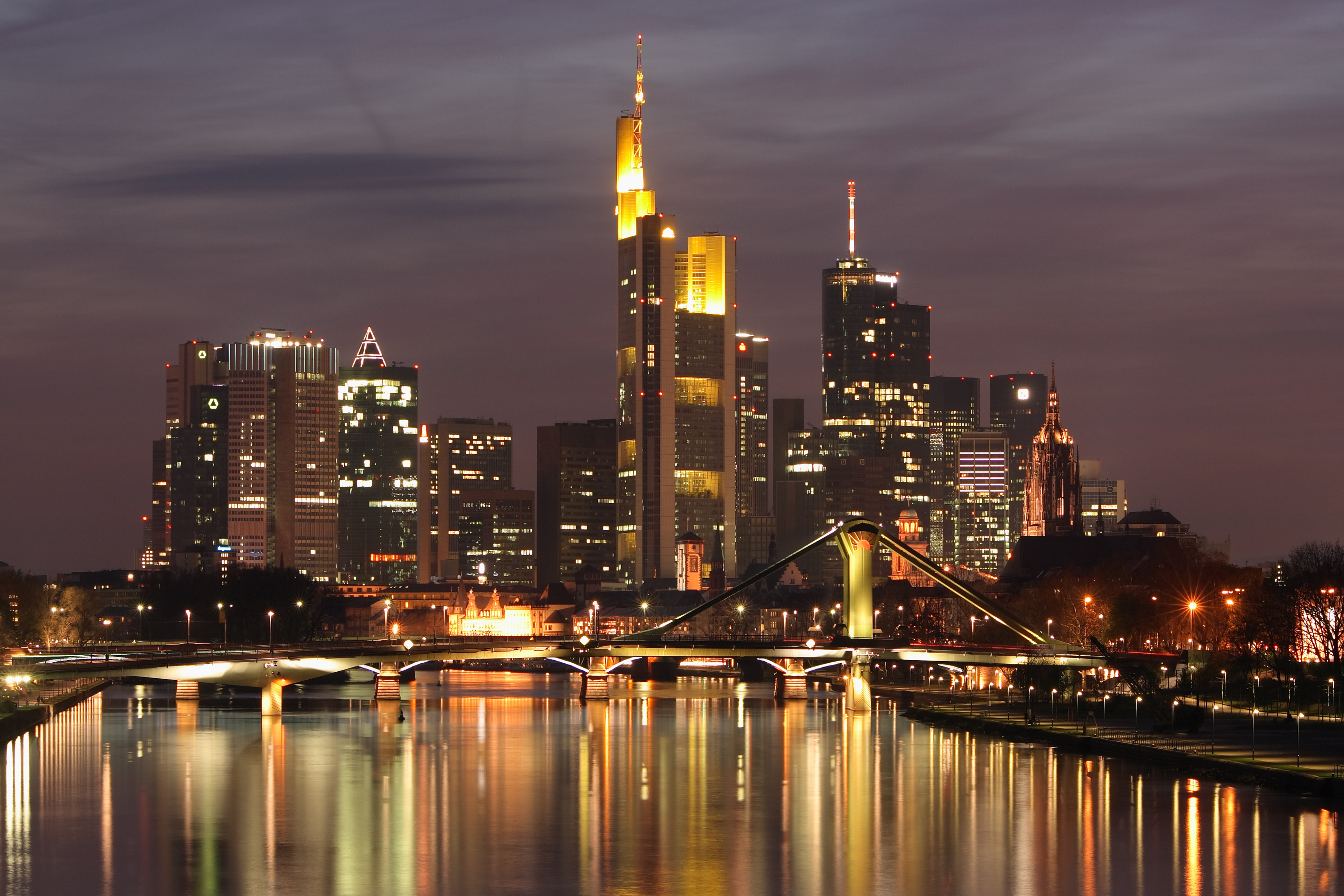
Frankfurt am Main Németország pénzügyi központja

Az Egyesült Államok és Kína után Németországé a Föld harmadik legerősebb gazdasága (nominális GDP-t tekintve), az ország belső piacára azonban jelentős teherként nehezedik a magas szociális juttatások rendszere. A munkanélküliség a szociális rendszer merevsége miatt hosszú távú problémává vált, a családtámogatási politika hiányosságai miatt az aktív kereső népesség egyre nehezebben képes a társadalombiztosítási rendszert eltartani.
A négy úgynevezett új szövetségi állam (a volt Kelet-Németország) integrációja, gazdasági talpra állítása, a megfelelő infrastruktúra helyreállítása, a környezetvédelem feltételeinek korszerűsítése, a nyugdíjrendszer egységesítése stb. igen költséges, hosszú távú feladat Németország számára.
Az Európai Unió népességének mintegy 1/6-át tömörítő Németország adja az Európai Unió termelésének közel 1/3 részét.
Sokoldalú iparából a gépgyártás, a vegyipar és az elektrotechnika-elektronika emelkedik ki.
Németország vegyipari nagyhatalom. A világ nagy vegyipari csoportjainak sorában az első három helyet német cégek foglalják el. A német gazdaság vezető ága a gépipar. Tengerjáró hajókat, szerszámgépeket, ipari felszereléseket (tengeri fúróberendezéseket is), gépjárműveket gyárt. Az elektronikai berendezések legnagyobb európai gyártója és exportőre.
A Ruhr-vidék jelentős bányászatáról ismert, ahonnan elsősorban kőszenet bányásznak, ehhez kapcsolódóan a kohászat is jelentős. (A bányászat terjedése azonban az 1950-es évek óta több közeli, kulturális értékekkel is rendelkező település pusztulását is maga után vonta.)

### Vállalatok
A tíz legnagyobb német vállalat a 2016-os év szerint osztályozva :
| No. | Név               | Forgalom (millió euróban) | Nyereség (millió euróban) | Alkalmazottak (ezer főben) |
| --- | ----------------- | ------------------------- | ------------------------- | -------------------------- |
| 1   | Volkswagen        | 217.267                   | 07.292                    | 626,7                      |
| 2   | Daimler           | 153.261                   | 12.902                    | 282,4                      |
| 3   | BMW               | 094.160                   | 09.386                    | 124,7                      |
| 4   | Siemens           | 079.600                   | 05.600                    | 351,0                      |
| 5   | Deutsche Telekom  | 073.100                   | 21.400                    | 218,3                      |
| 6   | Robert Bosch GmbH | 073.100                   | 04.300                    | 390,0                      |
| 7   | Schwarz-Gruppe    | 069.000                   | ...                       | 225,0                      |
| 8   | Uniper SE         | 067.285                   | ...                       | 012,6                      |
| 9   | BASF              | 057.550                   | 06.309                    | 114,0                      |
| 10  | Deutsche Post AG  | 057.300                   | 03.500                    | 500,0                      |

### Külkereskedelem
Külkereskedelmi mérlege hosszú évtizedek óta 10-25%-os aktívummal zárul.
- Az országból kivitt áruk (export) :[43] közlekedési eszközök, gépek, vegyi cikkek, elektrotechnikai-elektronikai termékek, acél, mezőgazdasági termékek stb.
- Behozott áruk (import) :[43] gépek, elektrotechnikai-elektronikai termékek, járművek, vegyi cikkek, élelmiszer, szénhidrogének stb.

Legfőbb kereskedelmi partnerek 2017-ben:
- Export:  USA 8,8%,  Franciaország 8,2%,  Kína 6,8%,  Hollandia 6,7%,  Egyesült Királyság 6,6%, Olaszország 5,1%, Ausztria 4,9%
- Import:  Hollandia 13,8%,  Kína 7%,  Franciaország 6,6%,  Belgium 5,9%, Olaszország 5,4%, Lengyelország 5,4%

## Közlekedés

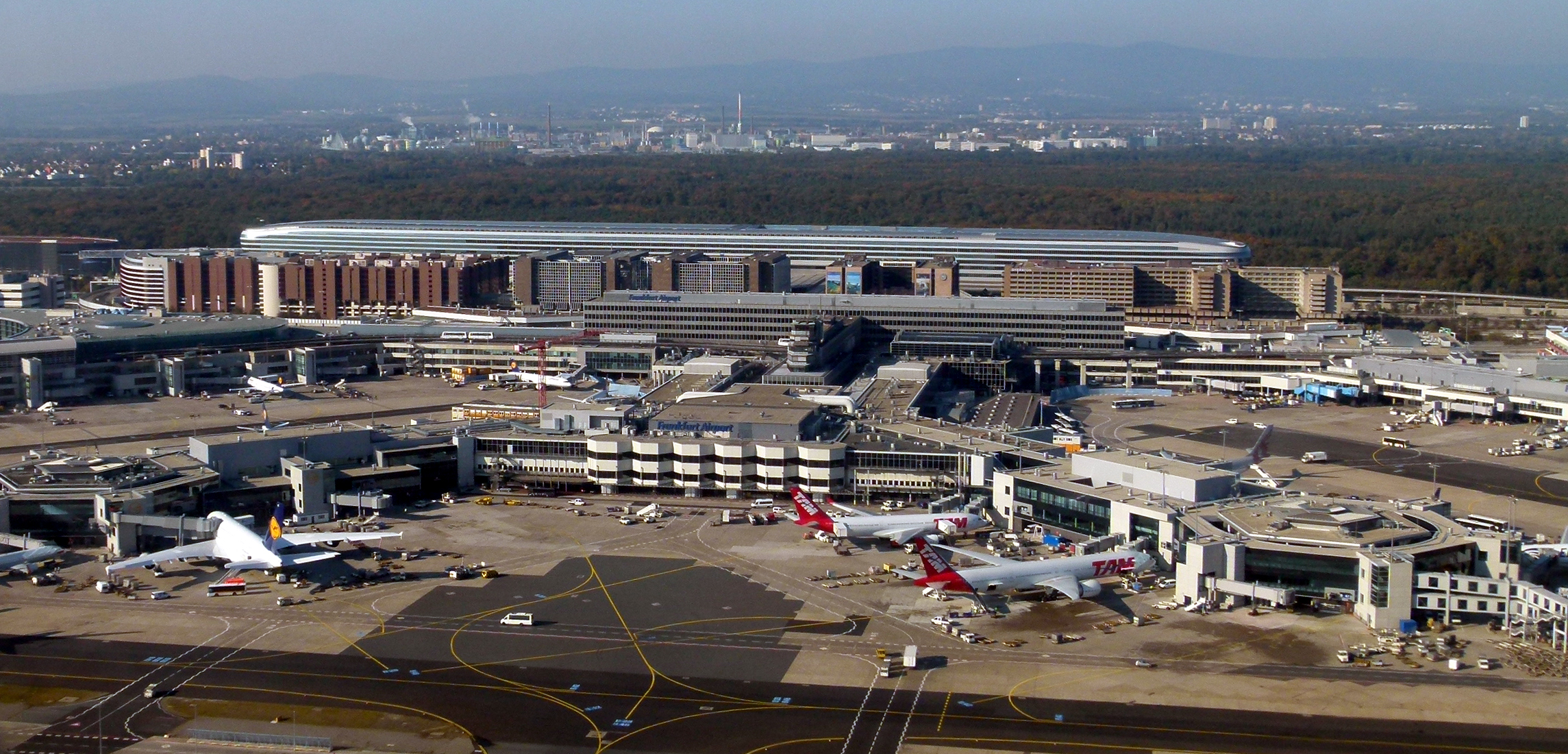
A frankfurti repülőtér Európa egyik legnagyobb forgalmú reptere

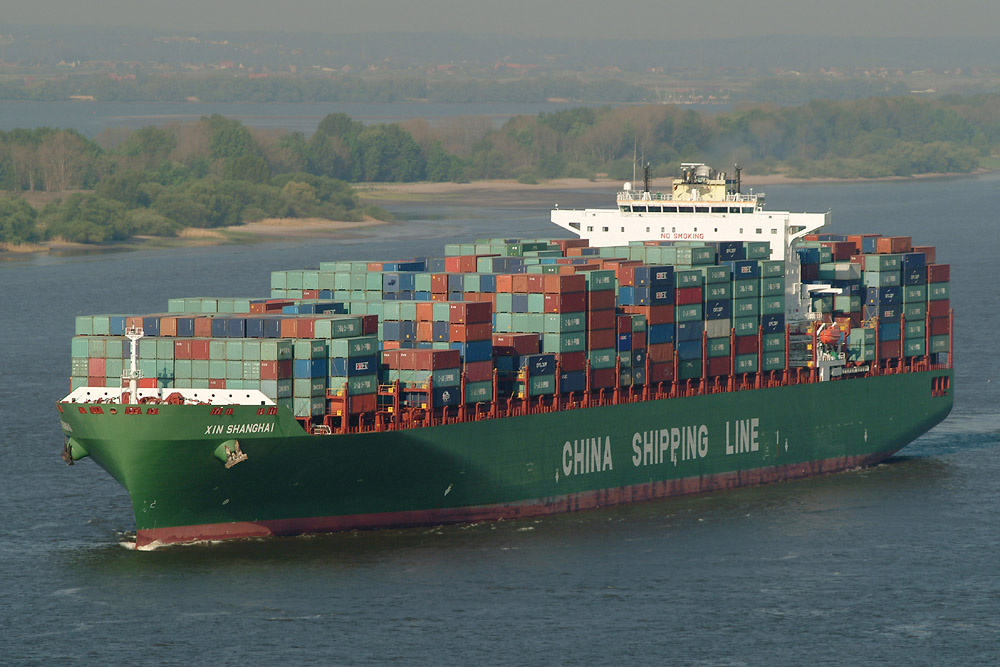
Konténerszállító hajó Hamburg kikötője közelében. Németország a világ 3. legnagyobb nemzetközi kereskedelmi forgalmat lebonyolító országa

### Légi
- Berlin repülőterei
- Frankfurti repülőtér
- Müncheni repülőtér
- Hamburgi repülőtér

### Vízi
Fő kikötők :
- Hamburg (DEHAM), Németország egyik legnagyobb kikötője
- Bremen (DEBRE)
- Bremerhaven (DEBRV)
- Brunsbuttel (DEBRB)
- Emden (DEEME)
- Kiel (DEKEL)
- Lübeck (DELBC)
- Rostock (DERSK)
- Travemunde (DETRV)
- Wilhelmshaven (DEWVN)
- Wismar (DEWIS)

Egyéb:
- Duisburg-Ruhrort kikötője, Európa legnagyobb belvízi kikötője

## Telekommunikáció
| Hívójel prefix | DA-DR, Y2-Y9 |
| ITU zóna       | 28           |
| CQ zóna        | 14           |

## Turizmus

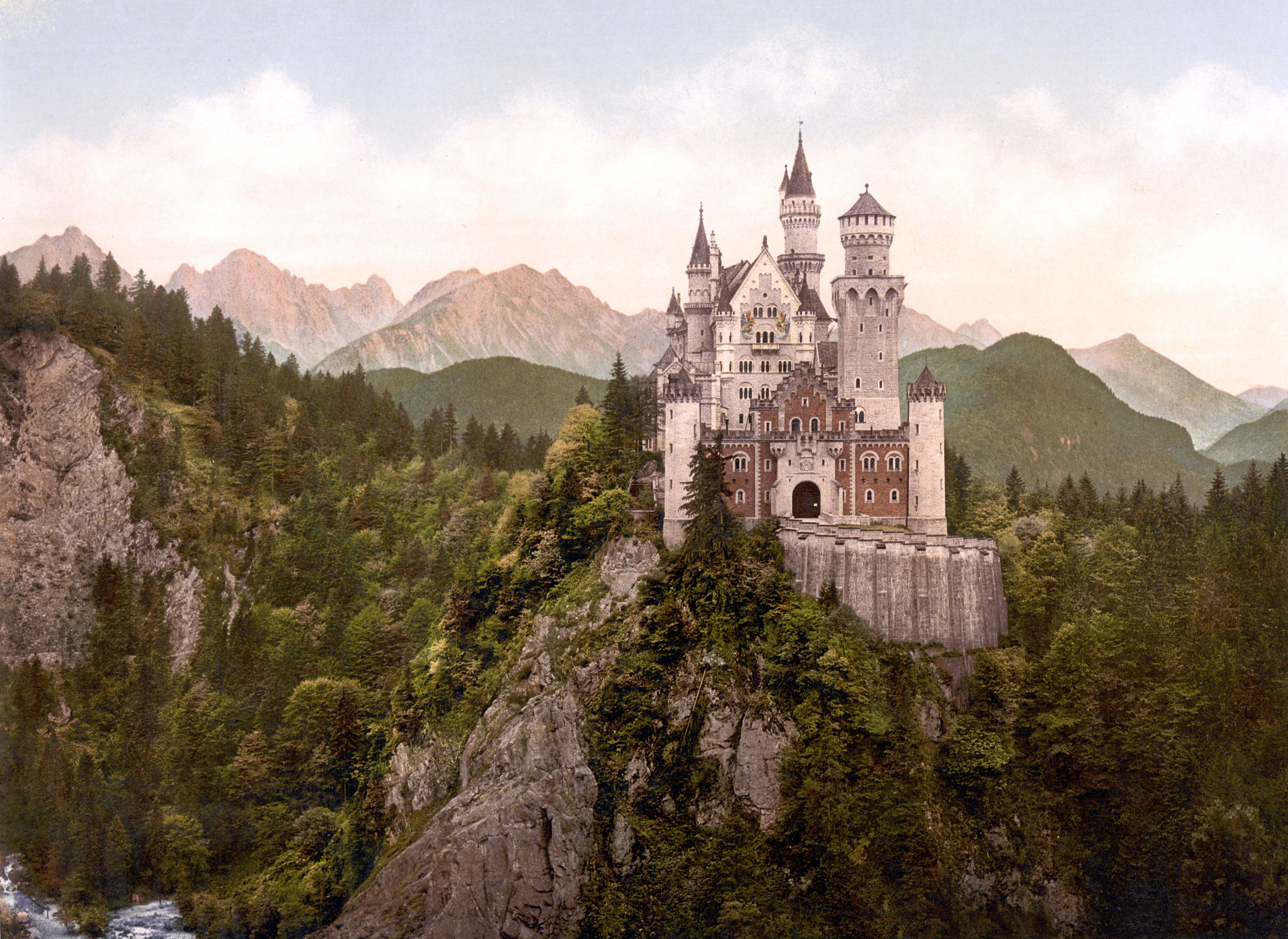
Neuschwanstein

Az ország ma már a vilàg egyik legjelentősebb turisztikai célpontja, évi 35 millió látogatóval a világ 10 leglàtogatottabb orszàga között szerepel. Éghajlata és fekvése miatt a tengerparti turizmus nem jelentős. Egyetlen kivétel a Lübeck közelében fekvő Travemünde, amely a világ egyik legrégebbi és legnevesebb strandja. Itt a levegő és a víz nyári hőmérséklete elfogadható a fürdőzéshez. Másik népszerű partszakasza a Watt-tenger, mely számos ritka élőlénynek ad otthont.
Az egykori királyságok, fejedelemségek és városállamok óriási építészeti örökséget hagytak maguk után. Világszinten is kiemelkedő a középkori templomépítészet. Németországban van Európa két legmagasabb középkori temploma (Ulm, Köln) és a legnagyobb román kori dóm is (Speyer). Rengeteg olyan kegytárgy maradt meg, melyek más országokban a reformáció alatt elpusztultak. A romanika és a gótika legjelentősebb műemlékei: Aacheni dóm, Hildesheimi Szent Mihály-templom, Hildesheimi Szűz Mária mennybevétele katedrális, Bambergi dóm, Naumburgi dóm, Regensburgi Szent Péter-katedrális, Wormsi dóm, Mainzi dóm, Lübecki Marienkirche. A kolostorkultúra remekei: Maulbronni kolostoregyüttes, Lorschi bencés apátság, Corvey és Reichenau. Németország az egyetlen olyan állam, ahol kis számban ugyan, de teljes Karoling kori épületek maradtak fent. A két legjelentősebb a Lorschi bencés apátság kapuja és Corvey Westwerkje.
Szintén világhírű a kastély- és várépítészet. A leghíresebb kastély a bajorországi Neuschwanstein, melyet neveztek a világ hét új csodája közé is, emellett a Postdami palotakomplexum. Jelentős váremlékeket rejt a Rajna völgye is.
Az ország viszonylag jelentős római emlékekkel is rendelkezik. Ezek az ország déli részén találhatóak, tekintve, hogy az óriási germán ellenállás miatt a birodalom az északi vidékre sosem terjedt ki. A legfontosabb régészeti lelőhely Trier városa és környéke. Itt található a legjelentősebb fenn maradt római katonai épület, a Porta Nigra, a legnagyobb fennmaradt terem az antik korból a Konstantin bazilikában, továbbá a római híd, amfiteátrum és egy jó állapotú római színház is. Értékesek Trier középkori templomai is.
A második világháború alatt súlyosan károsodott számos pótolhatatlan műemlékterület. Frankfurt és Nürnberg középkori óvárosa például szinte teljesen megsemmisült, de rendkívül súlyos károk keletkeztek Drezdában, Hamburgban, Brémában, Münsterben és Berlinben is. Itt a műemlékek helyreállítása, olykor újjáépítése óriási erőforrásokat emésztett fel. Más városok műemlékei minimálisan sérültek, mint Bamberg, Regensburg, Konstanz, Speyer.
Németország jelentős ipartörténeti és iparművészeti emlékekkel is rendelkezik. Ezek közül legjelentősebb a Zollverein Szénbánya, Völklingeni vasmű és a Duisburgban lévő Landschaftspark Duisburg-Nord ipari park. Az utóbbit a világ legjobb szabadtéri parkjai között tartják számon.

## Kultúra

### Kulturális világörökség

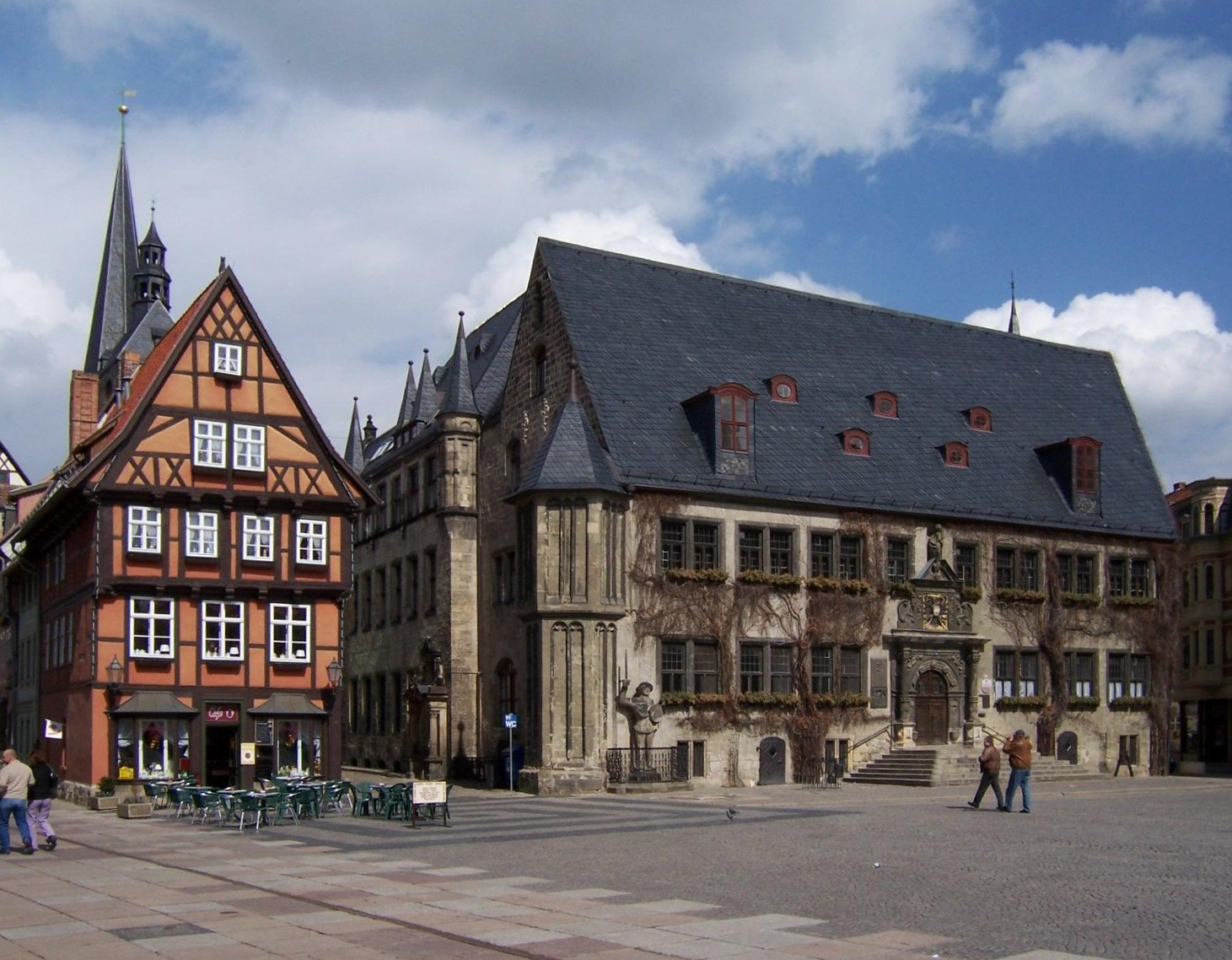
Quedlinburg épületei

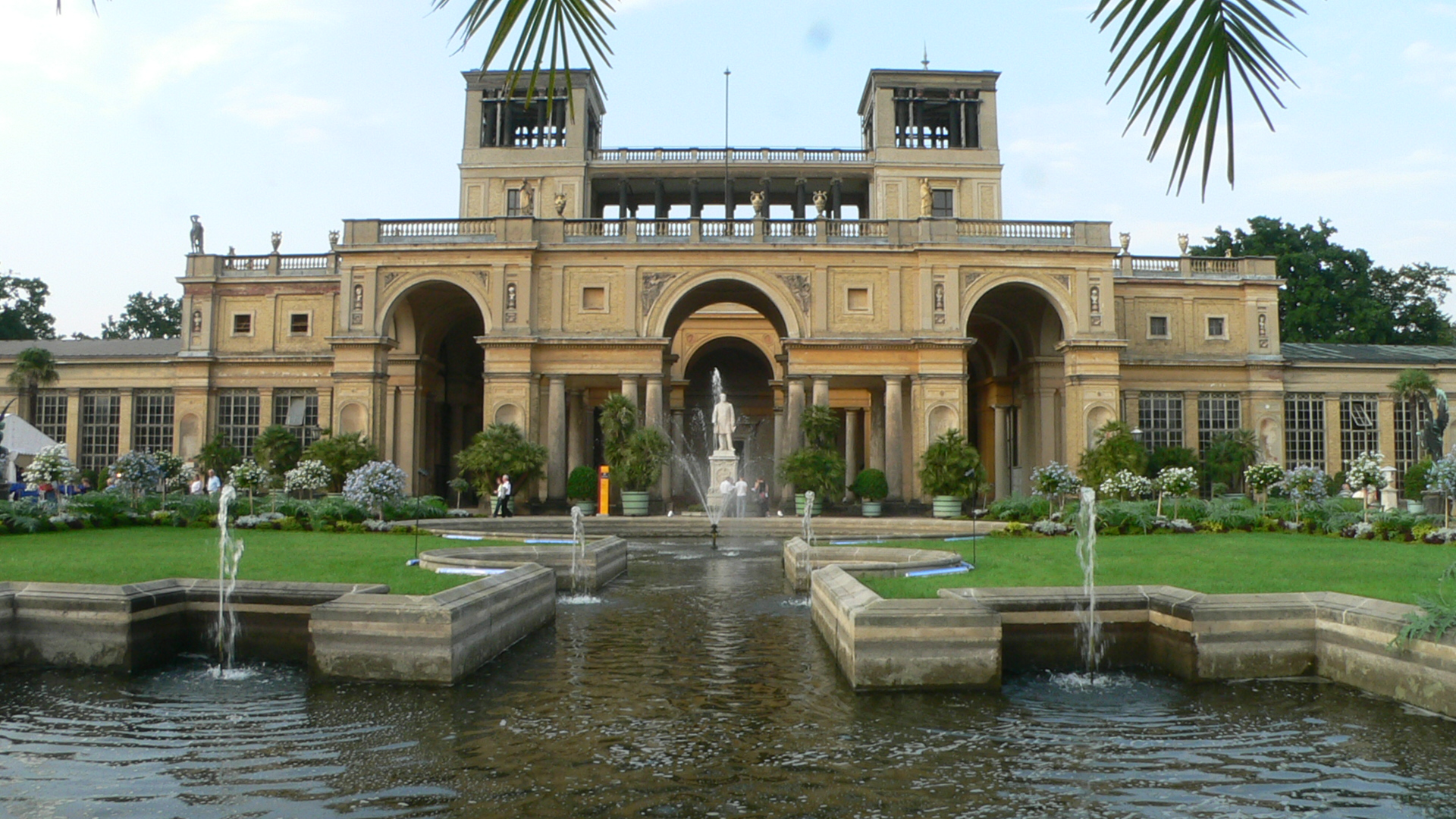
Potsdam egy palotája

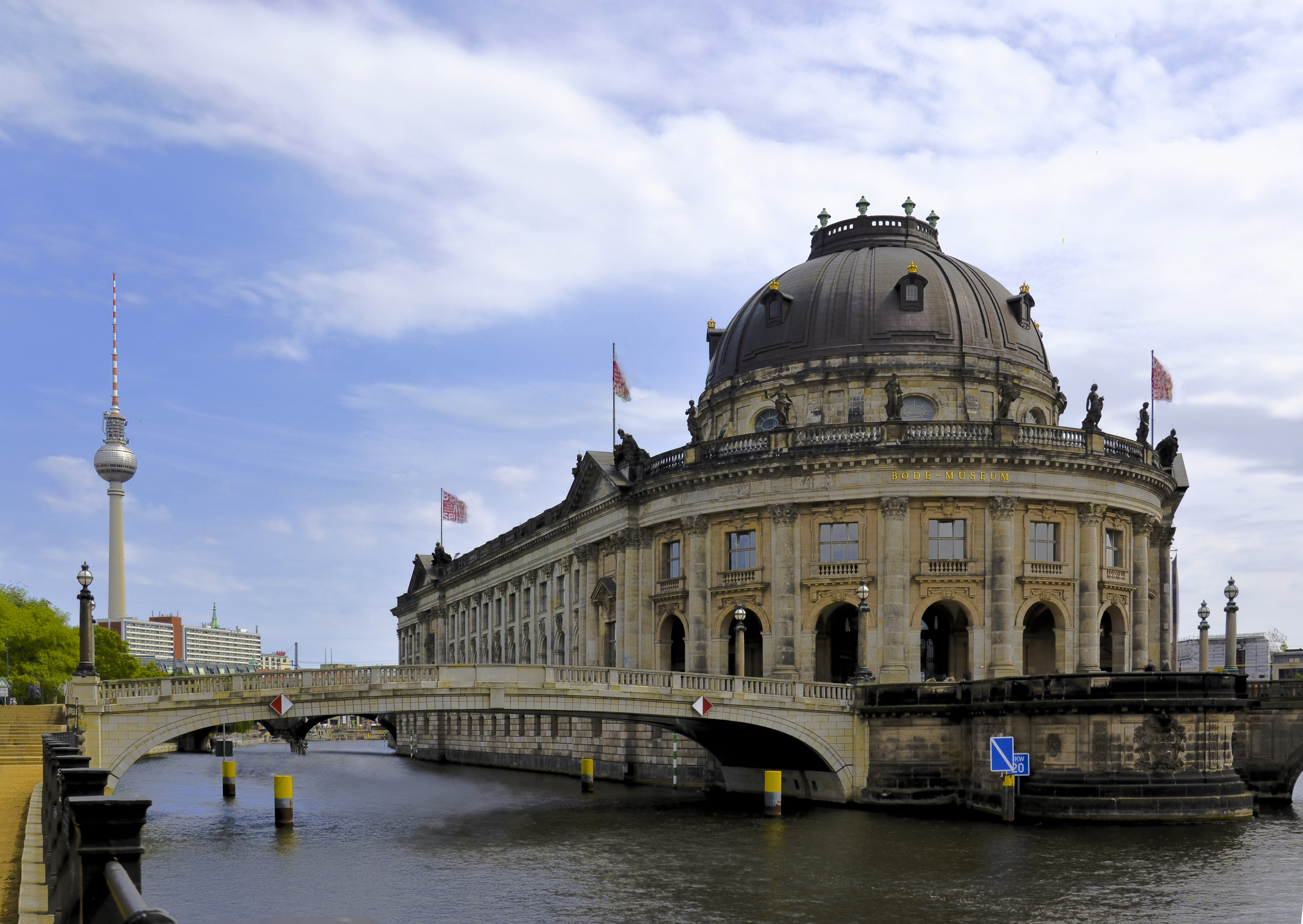
A berlini Múzeum-sziget

A világ kulturális örökségének része az UNESCO szerint:
- az Aacheni dóm – Nagy Károly építtette
- Augsburg vízgazdálkodási rendszere
- Bamberg város
- Bauhaus stílusú épületek Weimarban és Dessauban
- a bayreuthi Operaház
- Berlin modern stílusú lakótelepei
- Berlini Múzeum-sziget
- A brühli Augustusburg és Falkenlust kastélyok
- A Corveyi apátság és kastély
- Dessau–wörlitzi kertbirodalom
- Erfurt középkori zsidó öröksége
- Erzgebirge/Krušnohoří bányavidék kultúrtáj – Csehországgal közös
- Európa nagy fürdővárosai – nemzetközi helyszín, németországi részei Bad Ems, Baden-Baden és Bad Kissingen
- A Fagus-művek Alfeldben
- A hamburgi Speicherstadt és Kontorhaus negyedek a Chilehausszal
- Hedeby és Danevirke
- a hildesheimi Szent Mária-katedrális és a Szent Mihály-templom
- jégkorszaki művészet a sváb Jura hegységben
- a Kölni dóm
- Le Corbusier építészeti munkái – nemzetközi helyszín több németországi épülettel
- Lorschi bencés apátság
- Lübeck Hanza-város
- Luther-emlékhelyek – szülőház Eislebenben és az emlékház Wittenbergben
- Mathildenhöhe művésztelep, Darmstadt
- a Maulbronni kolostoregyüttes
- Messel, ősrégészeti lelőhely
- Morva egyházi települések – nemzetközi helyszín, Németországban a Herrnhut településen található épületegyüttesek
- Muskaui park a Neisse folyó mindkét oldalán, Lengyelországgal közös
- a naumburgi dóm
- Potsdam és Berlin palotái és parkjai
- Quedlinburg
- a Rajna-völgy felső szakasza
- Rammelsbergi bánya és Goslar óvárosa
- Regensburg óvárosa a Stadtamhoffal
- Reichenau – kolostorsziget a Boden-tóban
- a római limes
- a Római Birodalom dunai limese – Ausztriával és Szlovákiával közös helyszín
- a Római Birodalom limese Germania Inferiorban – Hollandiával közös helyszín
- Speyeri dóm – román stílusú katedrális
- A Schwerini kastély
- Speyer, Worms és Mainz zsidó öröksége
- Stralsund óvárosa és Wismar óvárosa
- Történelem előtti cölöpházak az Alpok közelében – nemzetközi helyszín több németországi cölöpházzal
- a Trier római kori műemlékei, a Szent Péter-dóm és a Miasszonyunk-templom* Wieskirche – rokokó zarándoktemplom Bajorországban
- Városháza és a Roland-oszlop Bréma főterén
- Wilhelmshöhe hegyi park
- Völklingeni vasmű
- Wartburg vára
- a klasszikus Weimar
- Würzburgi érseki palota – barokk kastély
- Zollverein Szénbánya és kapcsolódó létesítmények Essenben

## Sportélet

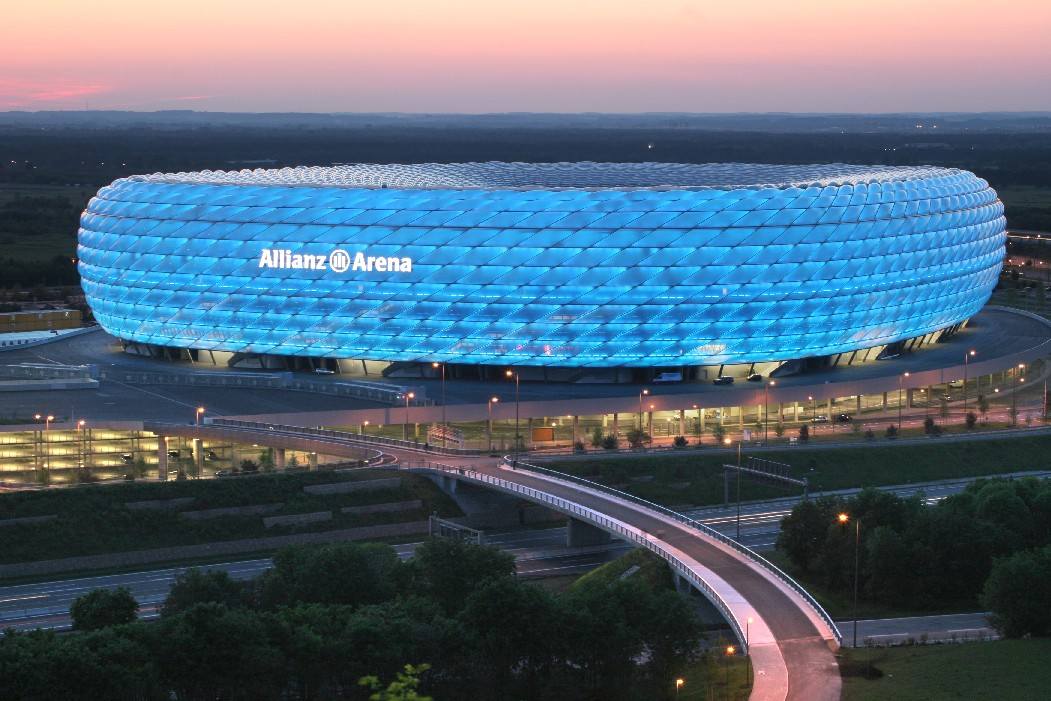
Az Allianz Arena a FC Bayern München otthona, ami a 2006-os labdarúgó-világbajnokság helyszíne volt

A sport lényeges része Németország életének. 27 millió német tagja valamely sportegyesületnek, és további 12 millió űz egyéni sportot.

### Labdarúgás
A labdarúgás a legnépszerűbb sportág. Több mint 6,3 millió aktív taggal a Német labdarúgó-szövetség (Deutscher Fußball-Bund) a legnagyobb sportszervezet a világon ebben a válfajban. A Bundesliga a világ második legnagyobb átlagnézőszámmal rendelkező hivatásos sportbajnoksága. A német labdarúgó-válogatott megnyerte az 1954-es, az 1974-es, az 1990-es és a 2014-es labdarúgó-világbajnokságot, valamint az 1972-es, az 1980-as és az 1996-os labdarúgó Európa-bajnokságot is. A legsikeresebb és leghíresebb labdarúgók közé tartozik Franz Beckenbauer, Gerd Müller, Jürgen Klinsmann, Lothar Matthäus, Oliver Kahn, Thomas Müller és Manuel Neuer. A férfiak mellett a német női labdarúgó-válogatott is a világ élcsapatai közé tartozik. Kétszer (2003, 2007) nyerték meg a női labdarúgó-világbajnokságot. A női világbajnokságok történetében Birgit Prinz a legeredményesebb játékos, ő négy vb-n vett részt, és ezeken 14 találatig jutott. A következő női világbajnokság házigazdája Németország lesz. Az ország eddig már négy nagy labdarúgó tornának adott otthont: az 1974-es labdarúgó-világbajnokságnak (Nyugat-Németországként), az 1988-as Európa-bajnokságnak (Nyugat-Németországként), a 2005-ös Konföderációs Kupának és a 2006-os labdarúgó-világbajnokságnak.

### Kézilabda
Férfi kézilabda-világbajnokságnak ötször volt a rendezője (1938 – Németország, 1958 – NDK, 1961 – NSZK, 1974 – NDK, 1982 – NSZK, 2007 – Németország), és háromszor nyert Németország néven, valamint ugyancsak három világbajnoki címet gyűjtött be NDK-ként. Női vb otthonául kétszer szolgált (1965 – NSZK, 1997 – Németország), nyernie NDK néven háromszor, Németországként egyszer sikerült.

### Motorsportok, Formula–1, ralisport
Németország a világ egyik vezető országa a motorsportokat tekintve. Legendás versenypályái, futamgyőztes autómárkáik, csapataik és versenyzőik vannak. Nürburgringi Formula–1-es pályájuk a világ legpatinásabb és legrégebbi (1925) versenypályái közé tartozik. A Nürburgring régi vonalvezetése a Nordschleife, becenevén a „Zöld pokol” (azért nevezik így, mert erdőségben fut, és több pilóta életét vesztette rajta) a legnagyobb kihívást nyújtó aszfaltcsíknak számít autóversenyzői körökben. Az osztrák F1-es pilóta, Niki Lauda ezen a helyszínen elszenvedett balesete mindmáig a F1 történetének legdrámaibb eseménye, a lángoló autóból Laudát pilótatársai mentették ki, de addigra súlyos és maradandó égési sérüléseket szenvedett, a versenyzést felépülése után folytatta. A németeknek van még egy Formula–1-es versenypályájuk, ez a Hockenheimring, amely 1935-ben a Mercedes tesztpályájának épült. Legutóbb 2019-ben volt Formula–1-es német nagydíj, de 2020-ban a koronavírus-járvány ellenére is volt Németországban futam (Eifel nagydíj).
A történelem legsikeresebb Formula–1-es versenyzője a német Michael Schumacher, aki felállította a legkiemelkedőbb motorsport-rekordot azzal, hogy a pályafutása alatt több Formula–1-es világbajnokságot (7) (1994, 1995, 2000, 2001, 2002, 2003, 2004) és futamgyőzelmet szerzett (91), mint bárki más a Formula–1 1950-es létrehozása óta. A legtöbb F1-es futamgyőzelem (91) és pole-pozíció (68) is az ő nevéhez fűződik, nem is szólva a legtöbb dobogós helyezésről (154). 2010-ben, hároméves kihagyás után a hétszeres világbajnok visszatért a királykategóriába, a Mercedes GP-hez, ahhoz a márkához, amely az 1955-ös Le Mans-i tragédia után (ami több mint 80 néző halálát okozta a lelátókon) tért vissza a Formula–1-be.
A Formula–1-ben versenyző német pilóták hagyományosan a mezőny többségét adják: Michael Schumacher, Sebastian Vettel, Nico Rosberg (ő az 1982-es F1-es vb-győztes finn Keke Rosberg fia, de Nico már német színekben versenyez), Nicolas Hülkenberg, Adrian Sutil, Timo Glock, Nick Heidfeld. Másik kiemelkedő tehetségű hazai versenyzőjük a Formula–1-ben a fiatal tehetség, Sebastian Vettel, aki a 2009-es idény során a világbajnokság 2. helyén végzett az osztrák Red Bull Racing színeiben, személyében tisztelhetjük a sorozat legfiatalabb futamgyőztesét, pontszerzőjét és polpozíciósát, illetve szabadedzés nyertesét is egyben. Sebastian Vettel megnyerte a 2010-es F1-es világbajnokságot a Red Bull Racing csapat színeiben, és ezzel minden idők legfiatalabb Formula–1-es világbajnoka lett. Azzal, hogy 2011-ben is elhódította a vb címét, a legfiatalabb kétszeres világbajnok lett, majd 2012-ben triplázni tudott: 3 ponttal előzte meg nagy riválisát, Fernando Alonsót. 2013-ban is Vettel lett a bajnok.
A BMW és a Mercedes, Porsche, az Audi a motorsport vezető csapatai közé tartoznak. A Porsche 16 alkalommal nyerte meg a tekintélyes Le Mans-i 24 órás autóversenyt, amit minden évben megtartanak Franciaországban. A Deutsche Tourenwagen Masters (DTM) Németország népszerű versenysorozata.
A Race of Champions (ROC), azaz a Bajnokok Viadala motorverseny-sorozat német nemzeti csapata Sebastian Vettel-Michael Schumacher párosítással már ötször lett győztes (2007, 2008, 2009, 2010, 2011), vagyis a Nemzetek Bajnoka. A ROC-t 2010-ben és 2011-ben Düsseldorfban rendezték meg. 2000-ben a ROC-on Armin Schwarz Rally Masters lett, Walter Röhrl 1997-ben Classic Masters volt.
Németország vendégül látja a WRC (rali-világbajnokság) mezőnyét is a Német Ralin, továbbá az IRC (Interkontinentális Ralibajnokság) nevű ralisorozatot is. A németek WRC világbajnoka Walter Röhrl (1980, 1982).

### Egyéb
Egyéb népszerű sportágak az országban a kézilabda, a röplabda, a kosárlabda, a jégkorong és a tenisz.

### Olimpia
A német sportolók az Olimpiai játékok történetének legsikeresebb versenyzői közé tartoznak, amivel az Olimpia összetett éremtáblázatának a harmadik helyét foglalják el, ahol összevonva szerepel Kelet- és Nyugat-Németország éremeredményei. a 2004. évi nyári olimpiai játékokon Németország a hatodik helyen zárta az összesített éremtáblázatot, míg a 2006. évi téli olimpiai játékokon az első helyen végeztek. Németország kétszer volt a házigazdája a Nyári Olimpiai játékoknak, 1936-ban Berlin, 1972-ben pedig München volt a rendező. A Téli Olimpiát egyszer rendezték meg, 1936-ban.

## Gasztronómia

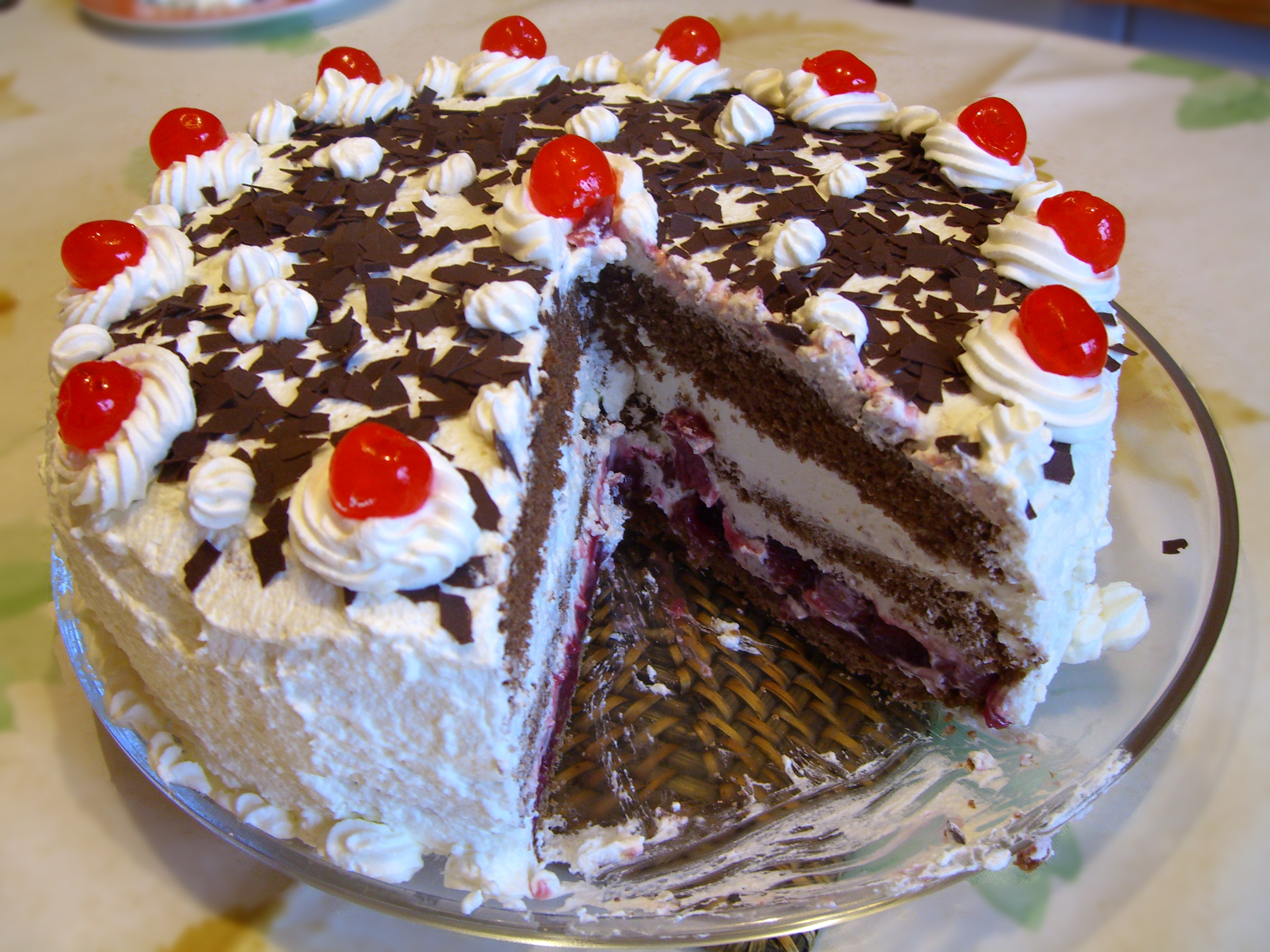
Fekete-erdő torta

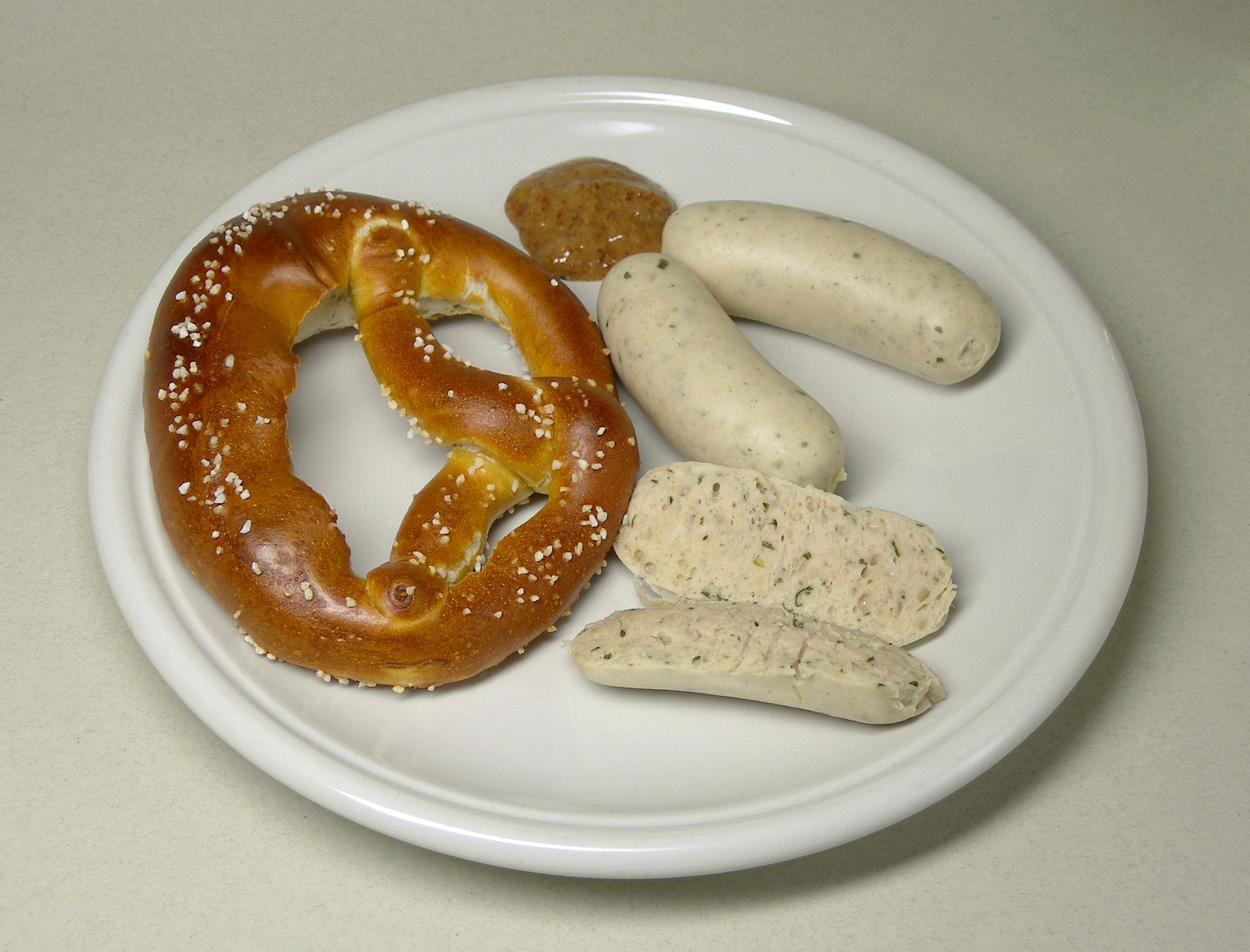
Fehérkolbász (Weißwurst) édes mustárral és sörpereccel

A tipikus német konyha virsli- és kolbászfélékben változatos és csípős ízvilágú, a húsételeket általában szósszal eszik. Kedvelik az ún. „Eintopfgerichte” (egytál-) ételeket. Ezenkívül kedveltek még a különböző tésztaételek is, mint például a nokedli, a nudlifélék és gombócok. A német konyhában rengeteg süteményféle van, például gyümölcstorta és túróslepény.
Tipikus német specialitások:
- az összes halféle
- disznócsülök
- fehérkolbász (Weißwurst) édes mustárral
- „Hefeklöße”
- rákleves
- sós sültoldalas savanyúkáposztával
- vadhúsok

## Ünnepek
Az ünnepnapokat a nemzeti ünnepek kivételével a szövetségi államok határozzák meg.

| Dátum               | Magyar név           | Német név                 | Megjegyzés |
| ------------------- | -------------------- | ------------------------- | --- |
| Január 1.           | Újév                 | Neujahr                   | |
| Január 6.           | Vízkereszt           | Hl. Drei Könige           | Bajorországban, Baden-Württembergben, Szász-Anhaltban |
| –                   | Nagypéntek           | Karfreitag                | dátum változó |
| –                   | Húsvéthétfő          | Ostermontag               | dátum változó |
| Május 1.            | A munka ünnepe       | Tag der Arbeit            | |
| –                   | Áldozócsütörtök      | Christi Himmelfahrt       | dátum változó |
| –                   | Pünkösdhétfő         | Pfingstmontag             | dátum változó |
| –                   | Úrnapja              | Fronleichnam              | Bajorországban, Baden-Württembergben, Hessenben, Észak-Rajna–Vesztfáliában, Rajna-vidék–Pfalzban, a Saar-vidéken, valamint Szászország és Türingia egyes közösségeiben, dátum változó     |
| Augusztus 8.        | Békefesztivál        | Friedensfest              | csak Augsburg városában |
| Augusztus 15.       | Nagyboldogasszony    | Mariä Himmelfahrt         | a Saar-vidéken és Bajorország katolikusok lakta területein |
| Október 3.          | A német egység napja | Tag der Deutschen Einheit | 1953 óta létező ünnep, 1953-tól 1990-ig június 17-én tartották az 1953-as keletnémet munkásfelkelés emlékére Nyugat-Németországban, az egyesítés után az egységes Németország ünnepe lett |
| Október 31.         | A reformáció napja   | Reformationstag           | Baden-Württemberg, Brandenburg, Mecklenburg-Elő-Pomeránia, Szászország, Szász-Anhalt és Türingia ünnepe (2017-ben az egész országban állami ünnep)                                        |
| November 1.         | Mindenszentek        | Allerheiligen             | Bajorországban, Baden-Württembergben, Észak-Rajna–Vesztfáliában, Rajna-vidék–Pfalzban és a Saar-vidéken. Az 1990-es, függetlenségről tartott népszavazás eredményhirdetésének emléknapja. |
| –                   | A vezeklés napja     | Buß- und Bettag           | Szászországban, 1994-ig az egész országban, dátum változó |
| December 25. és 26. | Karácsony            | Weihnachtsfeiertag        | |